# スペインワイン
この項では、スペインで生産されるワインについて述べる。

## 特徴
| スペイン産ワインの輸出先（2004年） | スペイン産ワインの輸出先（2004年） | スペイン産ワインの輸出先（2004年） | スペイン産ワインの輸出先（2004年） |
| #                                  | 国                                 | 輸出額 （100万€）                  | 割合 (%)                           |
| ---------------------------------- | ---------------------------------- | ---------------------------------- | ---------------------------------- |
| 1.                                 | ドイツ                             | 30,909                             | 20.23                              |
| 2.                                 | イギリス                           | 27,980                             | 18.32                              |
| 3.                                 | アメリカ                           | 14,539                             | 9.52                               |
| 4.                                 | フランス                           | 12,719                             | 8.33                               |

南欧のイベリア半島にあるスペインはブドウ栽培に適した土壌に恵まれている。地域によって気候は異なり、主に東部と南部が地中海性気候、中央部が大陸性気候、北西部と北部が西岸海洋性気候に属する。スペイン固有のブドウ品種は豊富であり、スペイン全土で400種以上のブドウ品種が栽培されているが、ワイン生産量の80%はわずか20種から生産される。この中には黒ブドウのテンプラニーリョ種やガルナッチャ種、白ブドウのアルバリーニョ種やアイレン種、スパークリングワインのカバの主原料であるマカベオ種、酒精強化ワインのシェリーの主原料であるパロミノ種などが含まれる。
現代までのスペインは赤ワインの国とされていた。現在でもスペイン産ワインは赤ワインが中心であるが、比較的涼しい気候での白ワイン、カバなどのスパークリングワイン、シェリーなどの酒精強化ワイン、サングリアなどのフレーバードワインと、様々なタイプのワインが製造されている。20世紀末時点の生産比率は、赤ワインが35%、白ワインが31%、ロゼワインが15%であり、残りは酒精強化ワインや工業用蒸留用ワインなどである。
フランコ体制による経済発展の遅れも影響し、スペインのワインは1970年代頃まであまり注目されてこなかったが、近年ではいくつもの産地が銘醸地として知られるようになった。スペインはヨーロッパの旧ワイン生産国の中で、現代における品質の向上がもっとも著しいとされる。現代になって実験的かつ情熱的なワイン醸造を行っていることで、イタリアワインと比較されることがある。主要な輸出先はドイツ、イギリス、フランス、アメリカ合衆国、オランダなどである。
著名なワイン生産地域としては、テンプラニーリョ種から生産する赤ワインが有名なリオハ (DOCa)やリベラ・デル・ドゥエロ (DO)、安価で質の高いワインを生産するバルデペーニャス (DO)、シェリーの拠点であるヘレス、アルバリーニョ種による白ワインで知られるリアス・バイシャス (DO)、スパークリングワインのカバ、リオハとともにDOCaに認定されているプリオラート (DOQ)などがある。
国際ブドウ・ブドウ酒機構(OIV)が発表した2010年の統計によると、スペインのブドウ栽培面積は108.2万ヘクタールであり、フランスの81.8万ヘクタール、イタリアの79.5万ヘクタールを上回って世界第1位である。2009年時点で生食用を含む全世界のブドウ栽培面積は774万ヘクタールであり、スペインのみで世界全体の約15%を占めているほか、スペインは欧州連合(EU)全体の約30%を占めている。OIVによる2010年の統計によると、スペインのワイン生産量は35億3530万リットルであり、イタリアの48億5250万リットル、フランスの44億4700万リットルに次いで世界第3位である。この3か国を合わせたワイン生産量は全世界のワイン生産量の49%を占めている。降水量の乏しさゆえに長期にわたって灌漑が制限されていたこと、樹齢の高いブドウの樹が多いこと、他の作物と一緒に植えられる場合が多いことなどが、ブドウの栽培面積と比較してワインの生産量が少ない理由に挙げられる。
生食用を含む2008年のブドウ収穫量は、イタリア、中国、アメリカ合衆国に次いで世界第4位である。OIVによる2010年の統計によると、スペインの1人あたり年間ワイン消費量は23.6リットルであり、世界第15位である。スペインのワイン総生産額は約12億ユーロであり、ワインがスペインの農業総生産額に占める割合は2.8%である。5.6%のオリーブ・オイルを下回っているが、2.4%の小麦を上回っている。スペインはEU全体のワイン総生産額の7.8%を占めているが、付加価値額の高いワインは少ない。
イベリア半島はコルクガシの樹皮を使用するコルクの主産地である。スペインは世界全体の約30%を生産しており、約50%を生産するポルトガルに次いで世界第2位を占めている。特にカタルーニャ州とアンダルシア州で生産量が多く、カタルーニャ州パラフルゲイにはコルク博物館が存在する。スペインで使用されるフレンチ・オーク樽の多くは国産であり、主にラ・リオハ州都ログローニョ周辺で製造されている。
| 国別ブドウ栽培面積 | 国別ブドウ栽培面積 | 国別ブドウ栽培面積        | 国別ブドウ栽培面積        | 国別ブドウ栽培面積        | 国別ブドウ栽培面積 |
| #                  | 国                 | ブドウ栽培面積（1,000ha） | ブドウ栽培面積（1,000ha） | ブドウ栽培面積（1,000ha） | 増減率 (%)         |
| #                  | 国                 | 1988年                    | 2004年                    | 2010年                    | 増減率 (%)         |
| ------------------ | ------------------ | ------------------------- | ------------------------- | ------------------------- | ------------------ |
| 1.                 | スペイン           | 1,180                     | 1,200                     | 1,082                     | -9.8               |
| 2.                 | フランス           | 914                       | 889                       | 818                       | -7.9               |
| 3.                 | イタリア           | 899                       | 849                       | 795                       | -6.3               |

| 国別ワイン生産量 | 国別ワイン生産量 | 国別ワイン生産量        | 国別ワイン生産量        | 国別ワイン生産量        | 国別ワイン生産量   |
| #                | 国               | ワイン生産量（1,000hl） | ワイン生産量（1,000hl） | ワイン生産量（1,000hl） | 生産効率 （hl/ha） |
| #                | 国               | 1988年                  | 2004年                  | 2010年                  | 生産効率 （hl/ha） |
| ---------------- | ---------------- | ----------------------- | ----------------------- | ----------------------- | ------------------ |
| 1.               | イタリア         | 54,188                  | 53,000                  | 48,525                  | 61                 |
| 2.               | フランス         | 52,671                  | 57,386                  | 44,470                  | 54                 |
| 3.               | スペイン         | 30,320                  | 42,988                  | 35,353                  | 32                 |

## テロワール

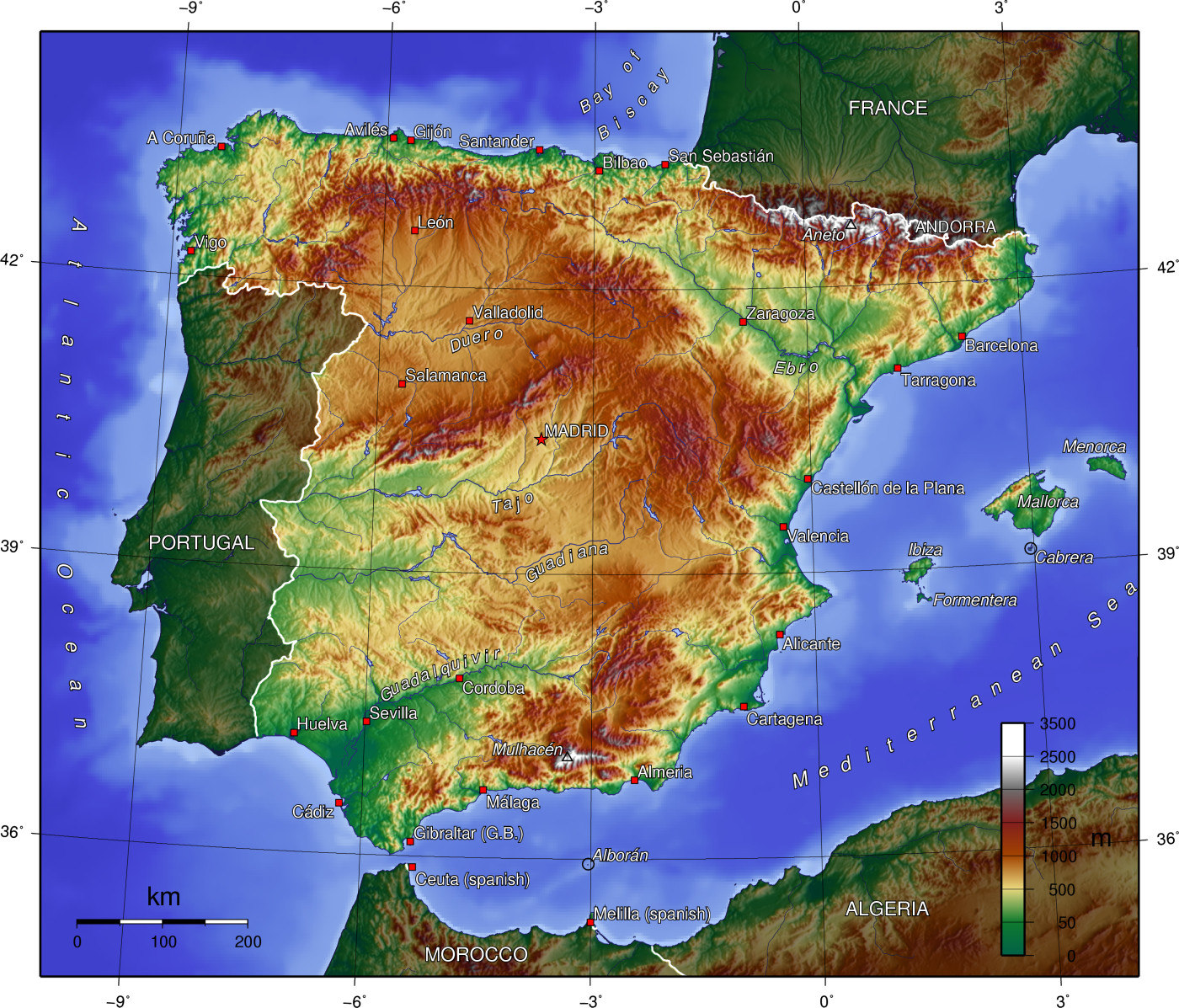
高原地帯のメセタと何本かの山脈に象徴されるスペインの地形

### 地勢
ワイン生産にはテロワール（地勢・気候・土壌などの土地固有の諸条件）が大きく影響する。スペインにおけるブドウ栽培の地理的影響のひとつに、スペイン中央部を覆っている、メセタと呼ばれる標高500-800m前後の広大な高原が挙げられる。メセタからは何本かの主要な河川が地中海や大西洋に向かって流れており、それらの河川の流域はスペイン産ワイン生産地域の中心地となっている。東の地中海に向かって流れるエブロ川は、リオハ (DOCa)とカタルーニャ州のいくつかの生産地域を流れている。メセタから西の大西洋に向かって流れるドゥエロ川はリベラ・デル・ドゥエロ (DO)を通り、下流部のポルトガル領域はポート・ワインの主産地となっている。タホ川はメセタ南東部のラ・マンチャ (DO)を流れ、ポルトガルを通って大西洋に注ぐ。メセタ南部を流れるグアダルキビール川は、シェリーの主産地であるサンルーカル・デ・バラメダを流れ、イベリア半島南端から大西洋に流れ出る。

### 気候
高原地帯のメセタや大河川に加えて、何本かの山脈もスペイン産ワインの生産地域の気候に影響を与えている。ピレネー山脈西端から西に向かってカンタブリア山脈が伸びており、北側のエスパーニャ・ベルデ（緑のスペイン）と南側のメセタを隔てている。エスパーニャ・ベルデはスペインでもっとも年降水量の多い地域であり、基本的にブドウの栽培に適さない。山脈の南側には銘醸地として知られるリオハがあり、カンタブリア山脈は多量の降水やビスケー湾から吹く冷たい偏西風などからリオハを保護している。エスパーニャ・ベルデの範囲にあるバスク州沿岸部では年降水量が1,500mmに達するが、カンタブリア山脈以南にあるラ・リオハ州アロはビスケー湾から約100kmしか離れていないにもかかわらず、年降水量が460mmに抑えられている。スペイン南部と中央部は乾燥しており、多くの場所が年降水量500mm以下だが、スペイン北西部は湿潤であり、年降水量1,000mm以上の場所も含まれる。スペイン北西岸のガリシア州では、大西洋沿岸部の年降水量は990mmだが、カスティーリャ・イ・レオン州との州境に近い山間部の年降水量は2,000mmに達する。
スペインの気候はメセタの内陸部に向かうにつれて極端になり、摂氏40度に達することもある乾燥して暑い夏季を特徴としている。多くの地域では年降水量が300mm以下であり、鉄砲水の危険を伴う春季と秋季の突発的な豪雨によって、年降水量の大部分が占められる。これらの地域の冬季は寒冷であり、摂氏マイナス22度以下に達することもある。南東部のバレンシアは、より穏やかで地中海の影響を強く受けた気候である。スペイン南部のアンダルシア州にあるシェリー生産地域やマラガは、スペインでもっとも暑い地域のひとつである。シエラ・ネバダ山脈の北側にあるグアダルキビール川の谷では、夏季の気温はしばしば摂氏45度に達する。この高温に適応するために、スペインではより高い場所にブドウが植えられることが多く、多くのブドウ畑が標高610m（2,000ft）以上に存在する。スペインのブドウ畑の90%は、フランスの大半のブドウ畑よりも標高が高い場所にある。このような高地では昼夜の気温差が激しく、ブドウに強い酸味と濃い色合いが生まれる。スペイン南部の地中海岸などの低標高地域にあるブドウ畑では、アルコール度数が高く酸味の弱いブドウを生産するのに適している。

## 歴史

### 古代

#### ブドウ栽培黎明期
現在のスペインでブドウの栽培がはじまったのは紀元前1100年頃とされ、フェニキア人はカディスにワイン交易所を設立した。フェニキア人の後にやってきたカルタゴ人は、最初期の農学者であるマゴの教えを導入した。フェニキア人や古代ギリシア人によってこの地にワインがもたらされ、紀元前5世紀には現在のスペイン東部にかなり広まっていたとされる。

#### ローマ時代
帝政ローマ期によってワイン生産技術の向上が進められたが、本格的なブドウ栽培の開始は隣国のフランスやイタリアよりも遅かった。ローマ帝国時代のイベリア半島領域は、帝国中心部へのワインとオリーブ・オイルの一大供給地だった。当時のイベリア半島の二大ワイン生産地域は、ヒスパニア・タッラコネンシス（現在のスペイン北東部）とヒスパニア・バエティカ（現在のアンダルシア州周辺）だった。ヒスパニア産ワインはアンフォラと呼ばれる両取っ手付きの壺に入れられ、イタリア産ワインより多くの量がガリアに輸出された。ノルマンディー、ロワール渓谷、ブルターニュ、プロヴァンス、ボルドーのローマ集落跡からは多くのアンフォラが発見されている。当時のヒスパニア産ワインの質に関する言及は様々である。博物学者の大プリニウスや風刺詩人のマルティアリスはタッラコネンシス産のワインを高品質であるとしているが、詩人のオウィディウスは著書『恋愛指南』（アルス・アマトリア）の一節で、ローマで一番人気のヒスパニア産ワイン「サグントゥム」を、情婦に飲ませるのに好都合な程度だとしている。

### 中世

#### イスラーム勢力下
やがてローマ帝国が衰退すると、5世紀には西ゴート族がイベリア半島に侵入し、8世紀初頭にはイスラーム教徒のアラブ人がイベリア半島を席巻した。イスラーム法では一般的に飲酒が禁止されているが、アラブ人の統治者はワインやワイン生産に曖昧な態度を取り、アラブ人の支配下でもブドウ栽培は続けられた。何人かのカリフや君主はブドウ畑を所有し、そこから生産されたワインを飲んだ。また、イスラーム法はワインの販売を禁じていたが、アラブ人の居住地域に対する課税対象品一覧の中にはワインが含まれていた。キリスト教徒の支配領域では、11世紀以後に流行した聖地サンティアゴ・デ・コンポステーラへの巡礼を通じて、巡礼路が通るリオハ地方などのワインの名声が高まった。当時は赤ワインよりも白ワインが多かったとされている。

#### レコンキスタとイングランド輸出
中世にはスペイン産ワインの国外での知名度は低く、マラガ産のワインが知られる程度だった。中世には輸送機関が発達していなかったため、内陸部で生産されたワインは主に地元で消費され、遠隔地の市場を意識したワイン生産は行われなかった。12世紀から19世紀にはイギリスに輸出される大規模なワイン産地として、ヘレス、マラガ、ポルト（ポルトガル）、マデイラ諸島（ポルトガル）、ボルドー（フランス）、コニャック（フランス）などがあった。キリスト教徒によるレコンキスタの進展によって、再びスペイン産ワインの輸出の可能性が開かれ、大規模な貿易港としてビスケー湾岸にあるバスク地方のビルバオが発展した。ティム・アンウィンの研究によれば、1250年頃にはビルバオからワインが輸出され、フランスのボルドーやラ・ロシェルを出港したワインとともに、イギリス（サウサンプトンやブリストル）やネーデルラントなどに送られた。
1338年にイングランドとフランスの間で百年戦争が勃発し、フランスからイングランドへのワイン輸出が困難になると、イングランド人はキリスト教徒がアラブ人から奪還していたヘレスのワインに着目した。エドワード3世統治下の1364年、イングランドの裁判所は自国で販売されるワインの最高価格を決定している。スペイン産ワインの価格はラ・ロシェル産ワインよりも高額に設定され、ガスコーニュ産ワインと同等とされた。スペイン産ワインと他国産ワインのブレンドを違法とする法が定められていたものの、多くのスペイン産ワインにみられた優れたコクや高いアルコール度数は、冷涼な気候で生産されるフランス産・ドイツ（神聖ローマ帝国）産の「弱い」ワインのブレンド用に重宝された。
16世紀前半にヘンリー8世が王妃のキャサリンと縁を切り、ローマ・カトリック教会からイングランド国教会を分離した際には、カトリック国のスペインはスペインに居住するイングランド人ワイン商人を異端者扱いし、宗教裁判や投獄・火刑などの報復を行っている。1588年のアルマダの海戦ではイングランドのフランシス・ドレークがスペイン無敵艦隊を破り、強奪した2,900樽のヘレス産ワインがイングランドの社交界で高評価を得た。ヘレス産ワインがもっとも人気を誇っていたのは16世紀後半から17世紀前半、エリザベス朝からジェームズ1世の治世である。

#### 新大陸への進出
スペイン帝国は15世紀末にレコンキスタを完了させ、大西洋の彼方に新世界を発見した。アメリカ大陸にワインをもたらしたのはスペイン人であり、スペイン人宣教師やコンキスタドールはヨーロッパブドウの苗木を新大陸に移植した。1520年代初頭には現在のメキシコ、1530年代初頭には現在のペルー、1530年代後半には現在のボリビアとコロンビア、1540年代初頭には現在のチリ、1550年代後半には現在のアルゼンチンでブドウ栽培が始まり、この時代に開かれた地域の多くは今日でもワイン産業の中心地でありつづけている。ただし、スペイン本国は新大陸でのワイン生産の拡大を奨励せず、本国からの輸出を優先的に行った。チリ・アルゼンチン・ペルーではフランシスコ会やイエズス会などがブドウ畑を開墾したが、「チリのブドウ栽培の父」と呼ばれるシルヴェストレ・オチャガビアがチリでのワイン生産の発展に取り組み始めたのは、チリがスペインから独立した後の1851年である。

### 前近代
スペインにおいて今日にも通じるワイン産地の骨格が形成されたのは、16世紀から18世紀であるとされている。沿岸部で生産されたワインは海上輸送を通じて他国に輸出された。地中海沿岸のカタルーニャ地方やバレンシア地方からは主に蒸留酒が、ヘレスやマラガなどのアンダルシア地方からは主に酒精強化ワインが輸出されている。16世紀末頃にはヘレス産ワインがイングランドやフランドルに輸出され、17世紀にはマラガ産ワインが北西ヨーロッパに輸出された。16世紀から17世紀には、前世紀にスペイン人が入植していたカナリア諸島産のワインがイングランドに向けて出荷された。
17世紀から18世紀にイギリスとオランダが海上貿易を支配するようになると、ヘレスには北ヨーロッパからオズボーン社やハーヴェイ社などの貿易業者が到来し、土地所有者となって定住した。カタルーニャ地方のシッチェスではマルバジア種を用いた甘口ワインが生産されていたが、18世紀には北西ヨーロッパや新大陸の植民地に向けた蒸留酒が地域の主力産業となった。バレンシア地方でも18世紀以後には蒸留酒の輸出が活発となり、特にアリカンテの甘口ワインはイングランドやフランドル地方のワイン市場にも進出した。これらの前近代には、酒精強化ワインや甘口ワインの輸出量が多かったが、これは長期保存と遠方輸送に適していたことが理由であると考えられている。日照量の多い地中海沿岸部では糖度の高いブドウを得るのが容易であり、アルコール度数が高く安定した品質のワインの生産手法の伝統が蓄積された。

### 19世紀

ワインの遠距離輸送に貢献した19世紀後半の鉄道網の発展

#### フランスへの輸出増加
19世紀初頭にはスペインが新大陸に有していた植民地がほぼすべて独立し、その代わりにフランスへのテーブルワインの輸出が重要となった。1845年にイギリスでうどんこ病が確認されると、1850年代にはドーバー海峡を挟んだフランスに蔓延し、やがてヨーロッパのブドウ栽培地域の大部分に拡大した。1850年にはポルトガル経由でスペインにもうどんこ病が到来したが、乾燥した気候が幸いして影響は限定的だった。この病害の影響でスペインからフランスへのワイン輸出量が増加し、1850年から1857年の7年間で3.6倍に拡大した。当時のスペインでは鉄道網が未発達だったため、地中海岸から海上輸送によって輸出が行われており、恩恵を授かったのはカタルーニャ地方やバレンシア地方など一部の地域に限られた。
スペインにおける鉄道黎明期の1859年時点では、1人あたり年間ワイン消費量は35.2リットルだったとする推計がある。1866年にはアンドレ・ジュリアンが世界中の著名なワイン産地を集めた『有名葡萄園全地図』を著しており、スペインからは赤ワインの産地としてHigh Duero（ドゥエロ）が、白ワインの産地としてSherry（ヘレス）とPaxarete（ヘレス）が掲載されている。19世紀後半にはスペインで鉄道網が拡大し、内陸部のワインを各地方に輸送することが可能となったため、内陸部でのワイン生産が拡大した。また、19世紀後半にはカタルーニャ地方やバスク地方で産業革命が起こり、都市部でのワイン消費量が増加したとされている。1861年には首都マドリードとバルデペーニャスが鉄道で結ばれ、内陸部のラ・マンチャ産のワインがカンタブリア海沿岸部にまで販路を拡大した。フランスに亡命していたスペイン出身の貴族は、19世紀後半にボルドー地方のワイン醸造学をリオハ地方に伝えようとしたが、伝統的生産方法にこだわるリオハ地方の醸造者の反対にあった。

#### スペイン産ワインの黄金時代
フランスでうどんこ病の影響が一段落した1870年代後半には、害虫フィロキセラ（ブドウネアブラムシ）がフランス全土のブドウ畑に蔓延し、再びスペイン産ワインの輸出量が増加した。フランスはスペインとの間で、1877年にワインに関する通商協約を、1882年には通商条約を結び、ワインの輸入関税を大きく引き下げた。1876年から1891年の15年間で輸出量は約8倍に増加し、スペイン産ワインのフランスへの輸出比率は1882年に81.8%にまで増加した。1870年代から1880年代はスペイン産ワインの「黄金時代」と呼ばれている。未開墾地が新たにブドウ畑となり、オリーブ畑や小麦畑がブドウ畑に転換された。1860年のブドウ栽培面積は約120万ヘクタールだったが、1892年には180万ヘクタール以上に増加した。この時期には、うどんこ病やフィロキセラの影響を避けるために、ボルドーの醸造家がピレネー山脈を越えて相次いでスペインに移住している。リオハでは主としてガルナッチャ種とテンプラニーリョ種が栽培され、1865年にボルドーで行われたワイン品評会で、リオハのリスカル侯爵が一等賞を勝ち得ている。225リットルのオーク樽が導入されたのはこの時代である。

#### 偽造ワインとフィロキセラの災禍
フランスのブドウ産地がアメリカ合衆国産の台木を用いた接ぎ木によってフィロキセラの猛威から復興すると、フランスは1892年にスペインとの通商条約を破棄し、植民地であるアルジェリアからの供給を重視するようになった。1870年代のスペインは有害物質を着色料として使用した偽造ワインを生産するようになり、フランスだけでなくイギリスもスペイン産ワインの輸入制限の動きを見せた。国際市場に出回った偽造ワインの存在はスペイン産ワインの評価を下落させた。
1878年には、スペインで初めてマラガでフィロキセラが確認された。フランスから陸伝いに侵入したのではなく、アメリカ合衆国産の苗木に付着していたものと考えられている。1894年にはシェリーの主産地であるヘレスに到達し、1911年にはメセタ内陸部のバルデペーニャスにまで到達した。アンダルシア地方ではフィロキセラ確認後の10年間で8万5000ヘクタールものブドウ畑が壊滅し、スペインでもっとも大きな被害地となった。1879年にはフランス＝スペイン国境を超えてカタルーニャ地方のアンプルダーで、1882年にはポルトガル＝スペイン国境を超えてカスティーリャ・イ・レオン地方のベリンで、1892年にはフランス＝スペイン国境を超えてナバーラ地方でフィロキセラが確認され、アンダルシア地方を含むこれらの4地域からスペイン全土にフィロキセラが拡大した。1909年にはカスティーリャ・イ・レオン地方のブドウ畑がフィロキセラ確認前の約半分に激減した。リオハの主要地域であるログローニョ県では1889年から1902年の間にブドウ畑が半減し、アラバ県ではブドウ畑が1/3となった。
バレンシア地方の内陸部とカスティーリャ＝ラ・マンチャ地方の内陸部ではフィロキセラの襲来が遅れ、他地域の深刻な状況をしり目に繁栄を享受した。スペインではフランスと比べてフィロキセラの拡散速度が緩慢であり、ゆっくりとスペイン全土に広がっていった。1878年から1909年までの約30年間に、スペイン全土で103万6807ヘクタールのブドウ畑が破壊され、その後復興されたのは32万3858ヘクタールに過ぎなかった。フィロキセラに対する免疫が強いアメリカ合衆国産の台木に接ぎ木することで復興が図られたが、多くの農民がブドウ栽培を断念し、オリーブ・穀物・柑橘類などへの転換を選んだ。1884年にはカタルーニャ地方でべと病が発見され、フィロキセラ同様にスペインのワイン業界に対する脅威となった。

### 20世紀

#### フランコ体制下
19世紀後半以降には産地呼称の不正使用が問題化し始め、法制度の整備が求められるようになった。スペイン第二共和政期の1932年にはワイン法が制定され、デノミナシオン・デ・オリヘン(DO)と呼ばれる原産地呼称制度が導入された。1932年には28産地がDO設置候補とされたが、第二共和政の政治不安やスペイン内戦の勃発などによる行政手続きの混乱などもあって、早期にDO認定を受けたのはヘレスとマラガの2地域に限られている。1930年代後半のスペイン内戦による国力の疲弊、1939年以後のフランコ体制下の半鎖国政策によって、スペインのワイン業界にとっては厳しい状況が続いた。1900年代から1940年代まで、スペインワインの輸出額は農業総輸出の10%台を占めており、マンダリンやオレンジなどの柑橘類に次ぐ輸出品目だったが、1950年代から1960年代に輸出比率は漸減した。
フランコ体制下の1942年には協同組合法が制定され、1950年代には各地に協同組合が設立されている。農家の集合体である協同組合はセメント槽や圧搾機などの醸造設備を導入し、ワイン生産の近代化を進めた。スペイン内戦前には約100の協同組合があったが、1953年には286組合、1964年には約600組合に増加している。資金力のある実業家は大規模なワインメーカーを設立し、ブドウ栽培農家からブドウや原酒を購入してワインを生産した。やがて自前のブドウ畑を所有して栽培から醸造までを一貫して行うワインメーカーも多数出現した。
フランコ政権が対外政策を行う1950年代末になると、主としてテーブルワインが国外に輸出されるようになり、スペイン産ワインの輸出量はフランスやイタリアに匹敵する水準まで回復した。国内のワイン消費量も伸びたが、圧倒的に比率が高かったのはテーブルワインである。1970年には欧州経済共同体(EEC)がワインの共通市場を形成したため、スペインは共通農業政策の対象外である原産地呼称ワインに力を入れるようになり、さらに共通市場の域外にあるスイス、東欧、ギニア湾岸諸国などに販路を拡大した。1970年にはワイン法が改定され、品質管理制度が強化された。スペイン全土にワインの品質向上の流れが波及し、醸造所の新規設立、設備の近代化、新品種の導入などが行われた。19世紀後半に生み出されたシェリーやカバは、20世紀を通じて生産量を伸ばした。

#### 民主化後

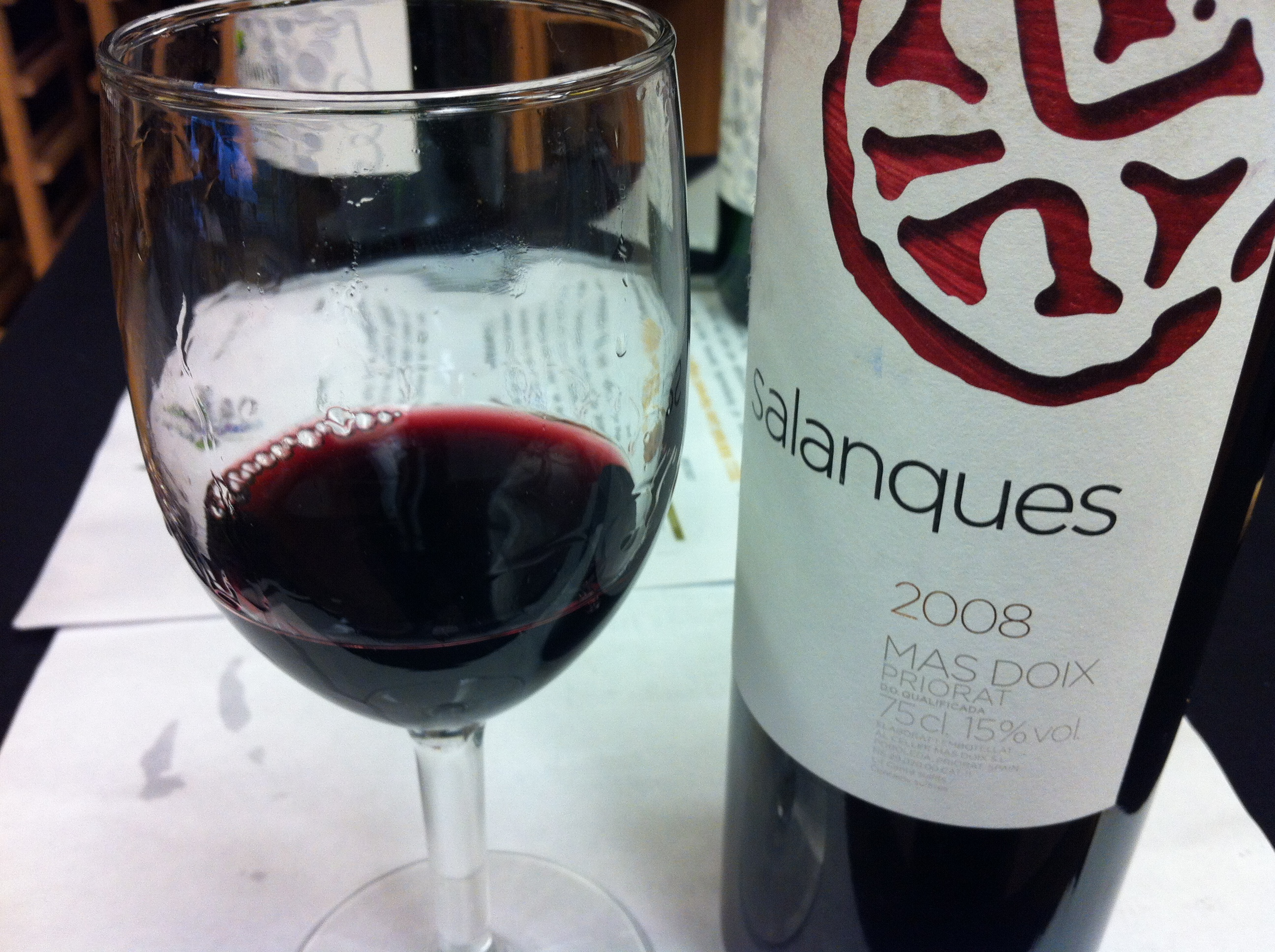
1990年代以降に短期間で品質を向上させたプリオラートの赤ワイン

1975年にフランシスコ・フランコが死去して民主化の時代を迎えると、現代的な醸造学が取り入れられ、外国資本が導入されはじめた。リオハ地方には次々と新しいワイナリーが建てられ、伝統的な長期間樽熟成の製法に加えて新技術が導入された。ドゥエロ川中流域のルエダ (DO)は質の高い白ワインの生産地となり、同じくドゥエロ川流域のリベラ・デル・ドゥエロ (DO)は1982年のDO産地認定後に短期間で高級ワイン産地に変貌した。1986年にはスペインが欧州諸共同体(EC)に加盟した。当時のスペインはEC全体の30%ものワインを供給していたが、EC/欧州連合(EU)の共通農業政策の枠組みに組み込まれ、テーブルワインの生産制限でラ・マンチャ (DO)などが大きな影響を受けた。スペインのEC加盟によってフランスとイタリアのワイン生産者が打撃を受けるのを回避するために、ワイン生産量が23.4億リットルを超えると超過分は強制的に工業用アルコールに蒸留されるという条項が加盟議定書に設けられた。その一方で、EUからの補助金によって抜根・転作や高付加価値品種への改植が進められ、スペイン産ワインの品質向上が図られている。
1990年代には大西洋岸にあるガリシア州のリアス・バイシャス (DO)で質の高い白ワインが生産されるようになり、スペインを代表する白ワイン産地となった。1990年代に入るまでカタルーニャ州山間部のプリオラート (DOQ)はまったく知られていなかったが、テロワール（気候・地勢・土壌など）に目を付けたルネ・バルビエら「4人組」が産地改革に取り組み、1990年代後半に一躍脚光を浴びるようになった。スペイン全土で量より質が求められるようになり、中央部や西部の大産地では、量産用品種から高級品種のテンプラニーリョ種への転作が進んだ。
正確な出荷統計が得られる範囲では、1970年代半ばがスペインにおけるワイン消費のピークだった。1975年時点では1人あたり年間65.6リットルのワインを消費していたが、1984年には62.0リットル、1990年には46.9リットル、2005年には31.8リットルと、1人あたりワイン消費量は減少している。

## 品種

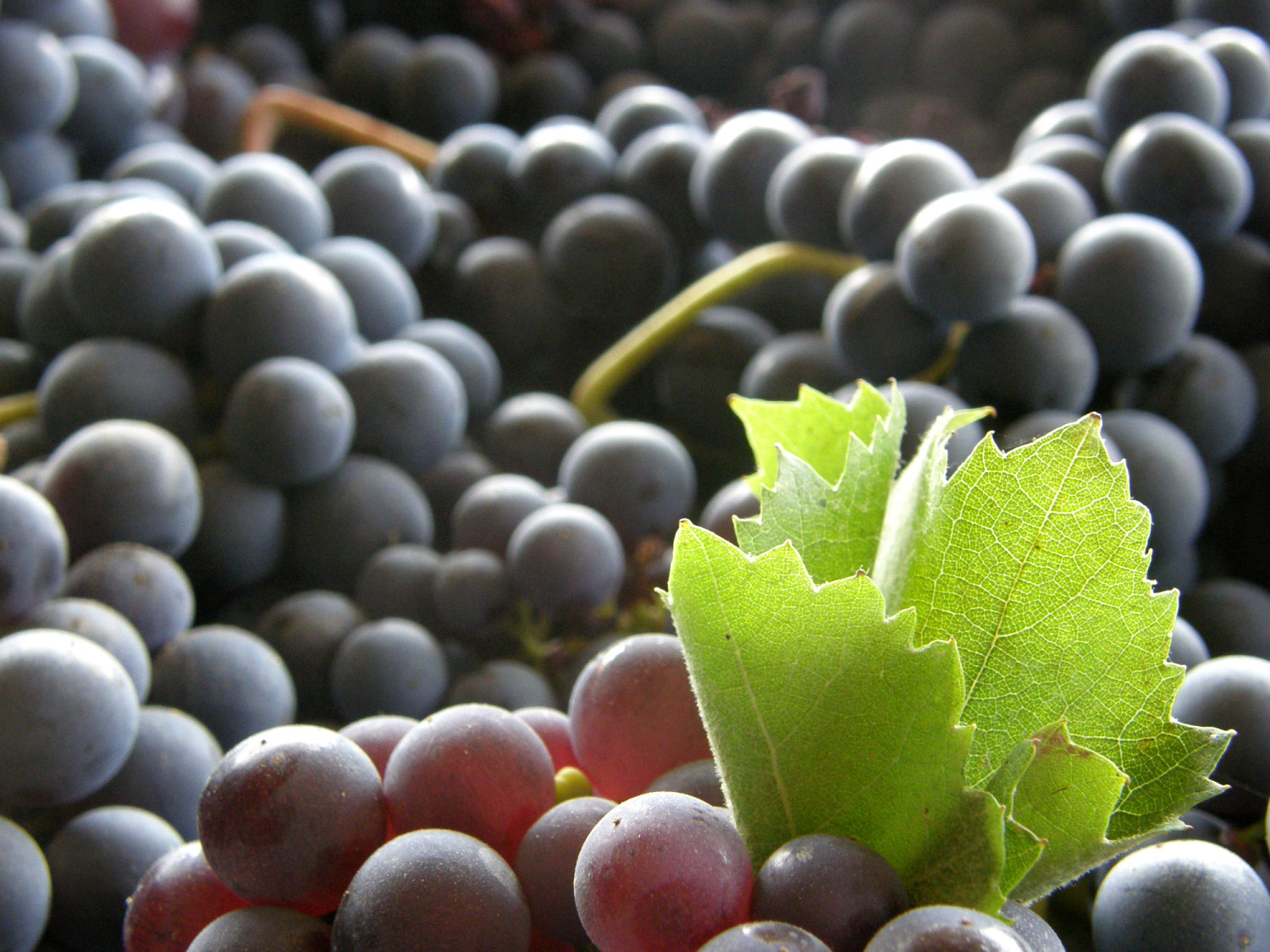
リオハの主力品種であるテンプラニーリョ種

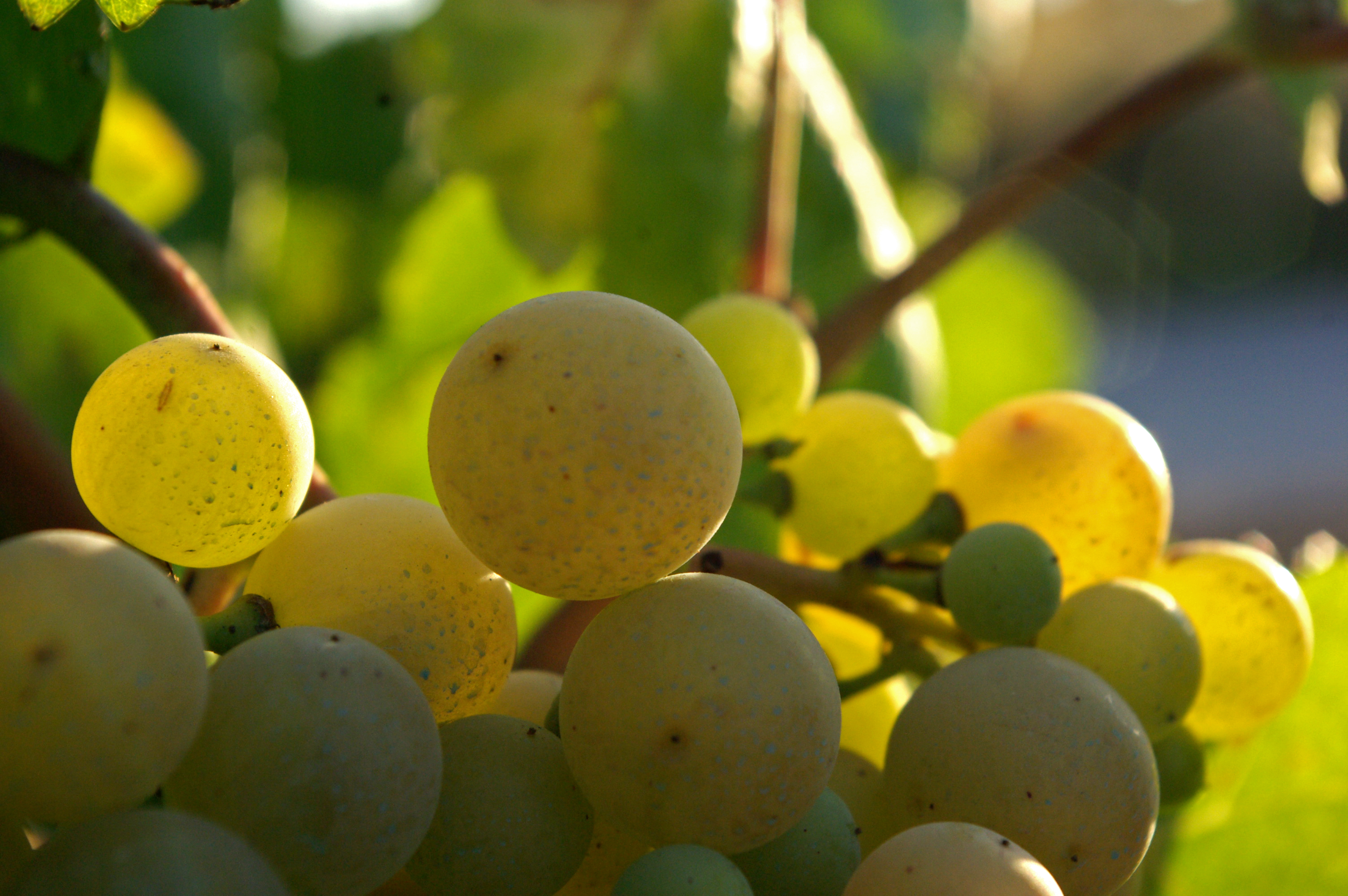
主にカバに使用されるチャレッロ種

スペイン農業水産食糧省のブドウ品種カタログには、醸造用品種として140以上の品種が登録されている。スペイン全土に600種ものブドウが植えられているとする記録もあるが、スペイン産ワインの80%はわずか20種のブドウから生産される。もっとも広い範囲で植えられているブドウは白ワイン用のアイレン種であり、その耐久性と果実の落下への抵抗性が称賛されている。アイレン種はスペイン中央部全体で見ることができ、長年にわたってスペイン産ブランデーのベースとして使用されてきた。アイレン種で生産されたワインはアルコール度数が高く、酸味が強いとされる。赤ワイン用のテンプラニーリョ種はアイレン種に次いで広く栽培されている品種であり、テンプラニーリョ種は2004年にガルナッチャ種を上回った。テンプラニーリョ種とガルナッチャ種はリオハ (DOCa)、リベラ・デル・ドゥエロ (DO)、ペネデス (DO)などの地域でコクのある赤ワインに使用され、ガルナッチャ種はプリオラート (DOQ)でも主要な品種となっている。レバンテ地方（スペインの地中海沿岸地方）で重要な品種はモナストレル種とボバル種であり、暗褐色の赤ワインと辛口のロゼワインに使用される。
スペイン北西部のガリシア州やカスティーリャ・イ・レオン州に目を向けると、リアス・バイシャス (DO)やルエダ (DO)などの地域では、白ワイン用品種としてアルバリーニョ種やベルデホ種の人気が高い。北東部のカタルーニャ州で生産されるスパークリングワインのカバには、スティル・ワイン用としても使用されるマカベオ種、パレリャーダ種、チャレッロ種が使用されている。南部のアンダルシア州のシェリーやマラガなどでは、パロミノ種とペドロ・ヒメネス種が主要なブドウ品種である。スペインのワイン産業が現代化するにつれて、ブレンド用・セパージュワイン（単一品種醸造）用それぞれで、カベルネ・ソーヴィニヨン種、シャルドネ種、シラー種、メルロー種、ソーヴィニヨン・ブラン種などの国際的なブドウ品種の存在感が増した。このほかにスペインで栽培される重要な品種としては、マスエロ種、ゴデーリョ種、グラシアーノ種、メンシア種、ロウレイラ種、トレイシャドゥーラ種などがある。

### 赤ワイン用
- テンプラニーリョ種 : リオハが原産だとされており[42]、スペインでもっとも重要な赤ワイン用品種である[43]。30以上のDO認定地域で認可されており[42]、リオハやリベラ・デル・ドゥエロの主力品種である。粘土石灰石土壌と相性がよく、寒冷な気候で酸味が強くなり、大陸性気候で水色と熟度が強くなる[42]。「スペインのカベルネ・ソーヴィニヨン種」と呼ばれる[44]。カタルーニャ地方ではウル・デ・リエブレ、バルデペーニャスではセンシベル、ポルトガルではティンタ・ロリスと名称が変化する[45]。
- ガルナッチャ種 : アラゴン地方が原産だとされており[43]、スペイン語圏以外ではグルナッシュ種として知られる[44]。世界でもっとも栽培面積の広い黒ブドウ品種であり、世界全体の40万ヘクタールのうち24万ヘクタールがスペインに存在する[46]。特にスペインと南フランスで広く栽培されているが[44]、イタリア、ギリシャ、イスラエル、キプロス、モロッコ、アルジェリア、オーストラリア、南アフリカ、アメリカ合衆国、メキシコ、チリなど、世界中で栽培されている[42]。水色はやや薄く、水色の濃い品種とブレンドして使用されることもあるが、厚みのあるワインとなる[44]。
- マスエロ種 : スペイン以外では一般的にカリニャン種として知られ[44]、スペインではカリニェナ種とも呼ばれる。アラゴン地方が原産であり、フランスで多く栽培されている[43]。生産性が高くて収量が多く、色調・酸味・渋みが十分で、バランスの良いワインとなる[43]。
- モナストレル種 : バレンシア地方が原産地だとされている[46]。フランスでは一般的にムールヴェードル種、オーストラリアでは一般的にマタロー種と呼ばれ、オーストラリアやアメリカ合衆国・カリフォルニア州ではありふれた品種となっている[43]。果皮が厚く小粒であり、タンニンとアルコール度数が豊富で香り豊かな味わいとなる[43]。

### 白ワイン用
- アイレン種 : ラ・マンチャやバルデペーニャスなどで栽培される[44]。干ばつに強いが、味わいは没個性的であるとされる[43]。スペインのブドウの総栽培面積の1/3を占め、スペインでもっとも栽培面積の大きな品種である。世界的にみても特に栽培面積の大きな白ブドウ品種である[43]。ヘレス産ブランデーの原料となる[12]。
- アルバリーニョ種 : 果皮が厚く湿気に強い。ガリシア地方が原産だとされており[46]、ガリシア地方やポルトガル北部のミーニョ地方で栽培されている。リアス・バイシャス (DO)の主力品種であり、20世紀末から栽培面積が増大している。[43]
- マカベオ種 : ビウラ種とも呼ばれる。主としてスペイン北部で栽培されており、カバの主力品種である[44]。スペインまたはトルコが原産地だとされている[46]。豊かな香りを持ち、ワインに骨格を与える[46]。
- パロミノ種 : アンダルシア地方が原産であるとされている[43]。収量が多く、糖度と酸味が比較的低い[43]。ガリシア地方からカナリア諸島まで様々な地域で栽培されており、アンダルシア地方ではシェリーの主原料となる[44]。南アフリカでも栽培されている[43]。

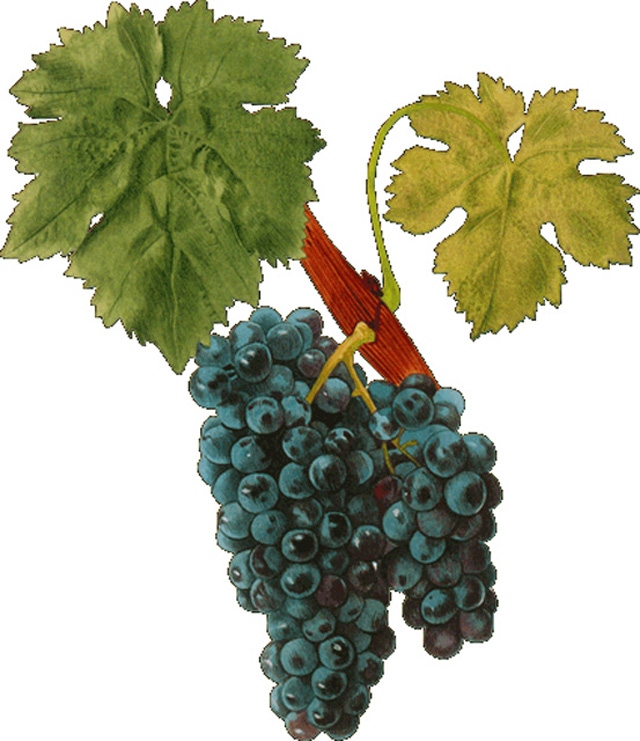
マスエロ種
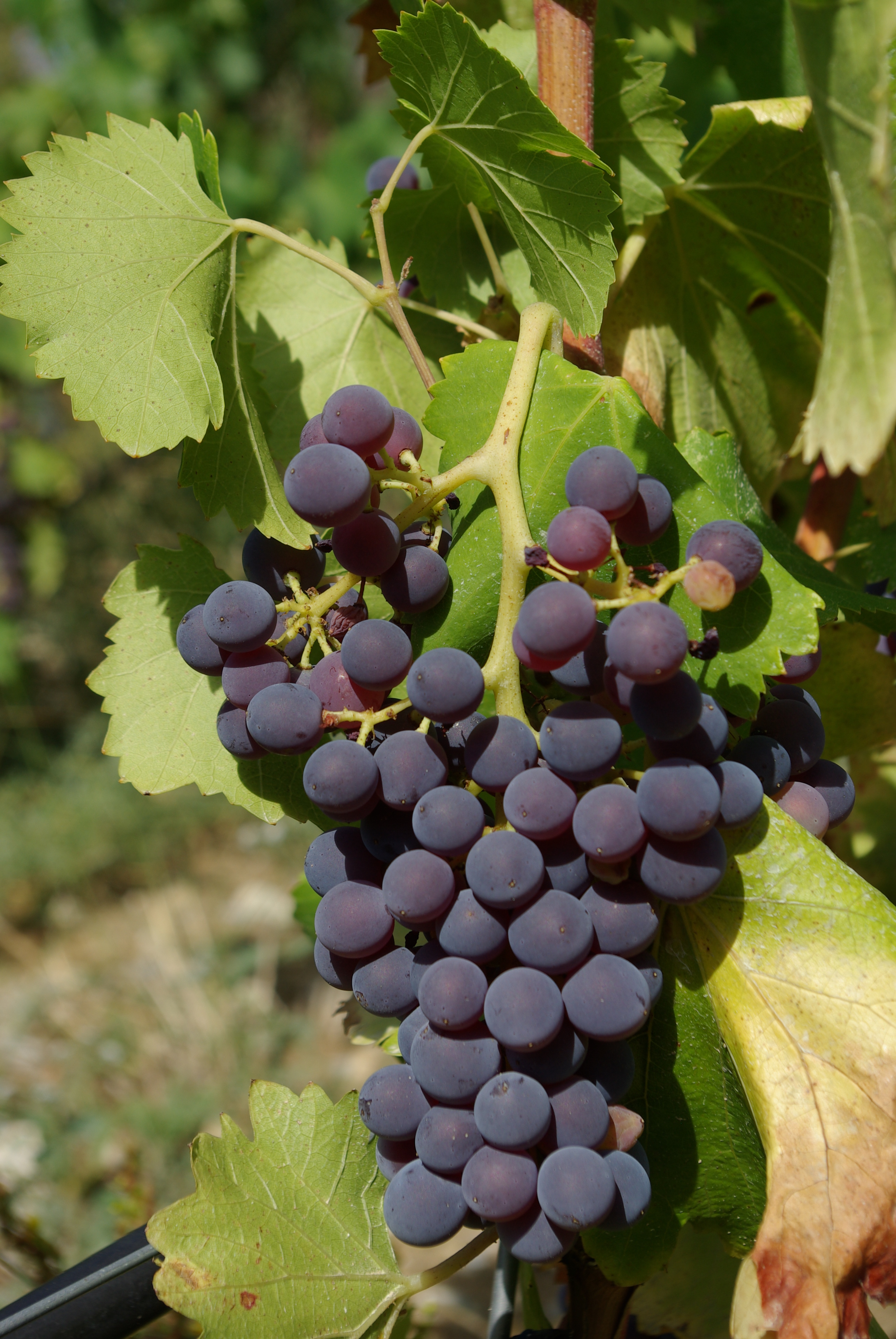
ガルナッチャ種
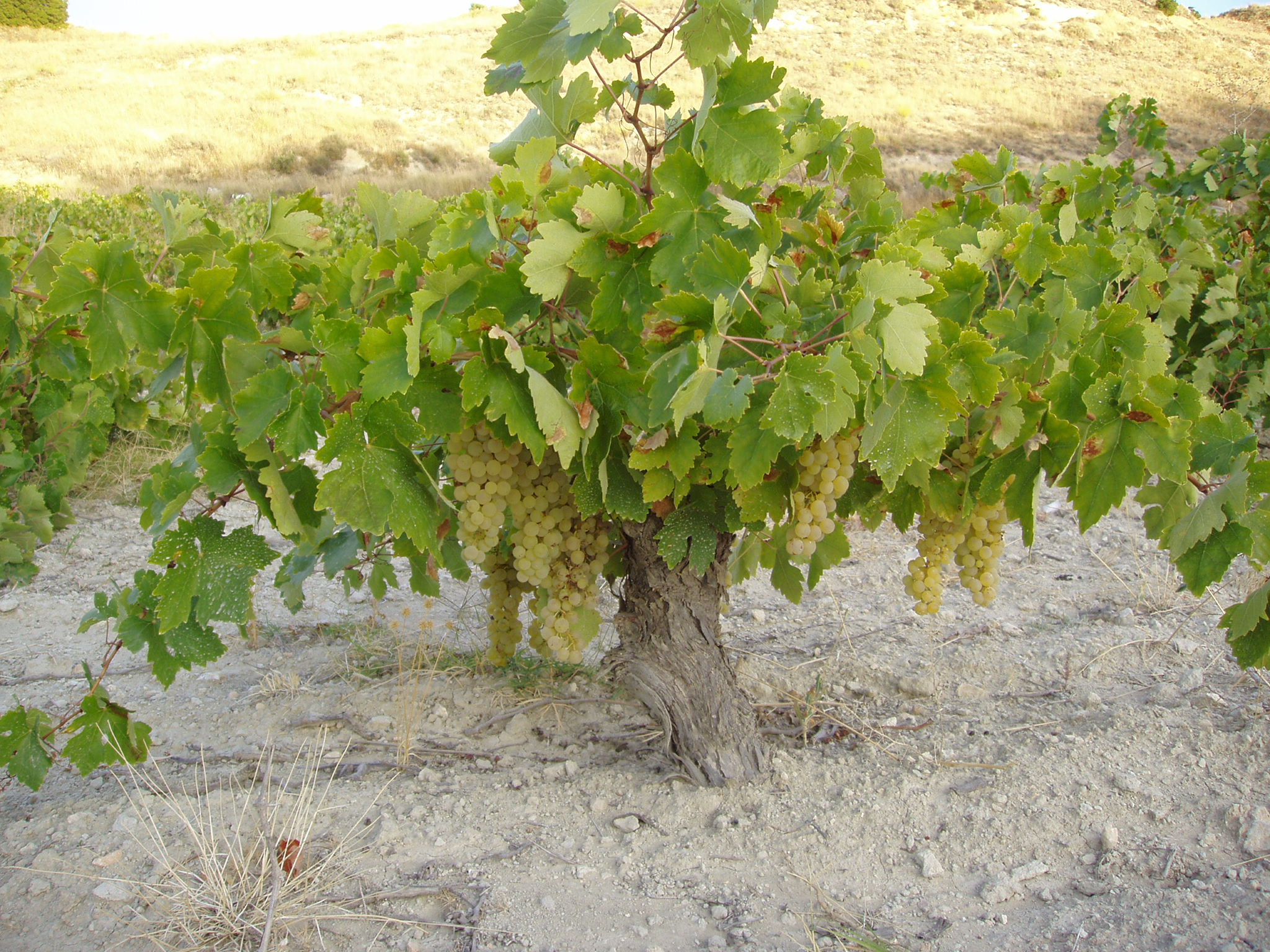
アイレン種
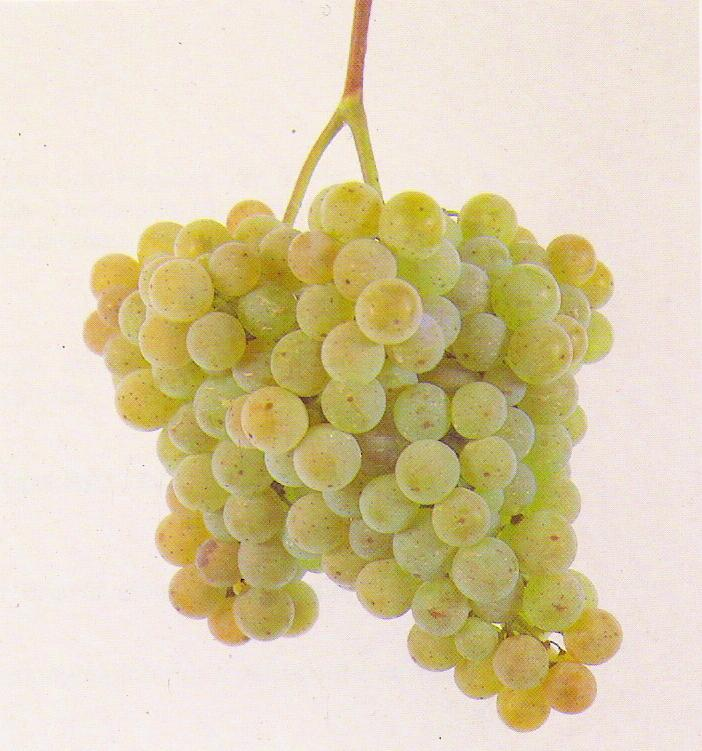
アルバリーニョ種
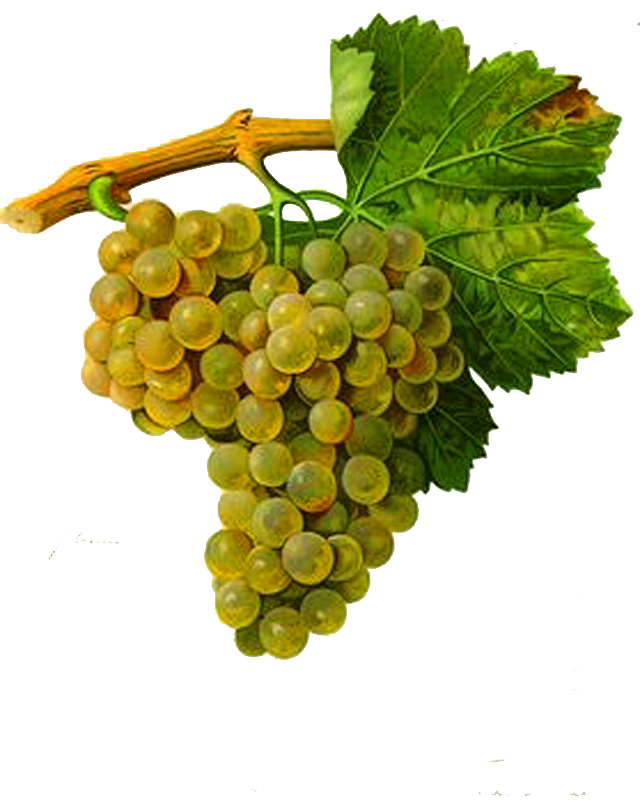
マカベオ種
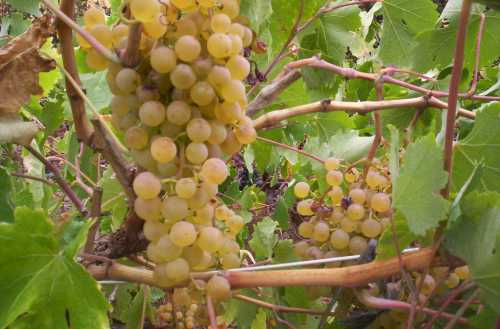
パロミノ種

## 生産工程

### ブドウ栽培

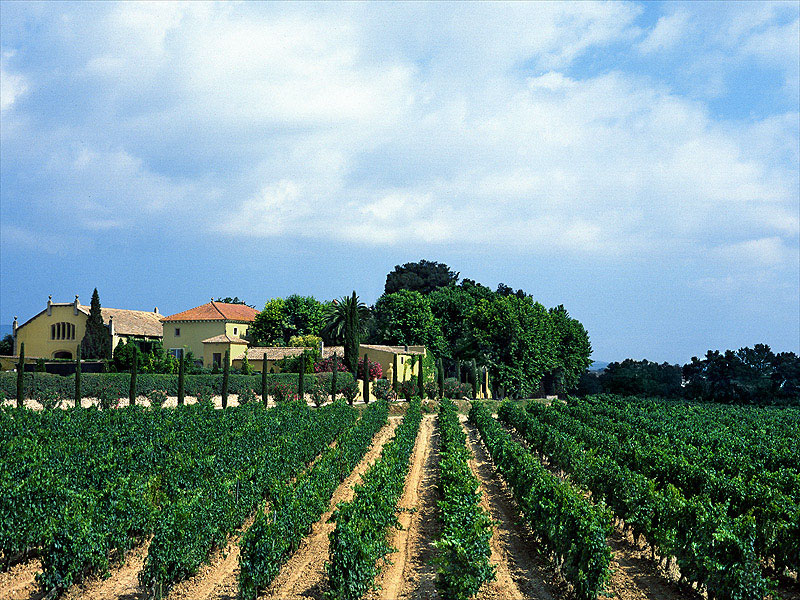
典型的なスペインのブドウ畑

スペインでのブドウ栽培は、この地域の変化に富んだ極端な気候に適応して発展した。スペインの多くの地域にみられる乾燥した気候は、べと病やうどんこ病、ボトリチス病などの被害の脅威を低減させている。これらの地域では、干ばつの脅威や土地の生産能力の低さなどが理由で、ブドウ畑の所有者は樹の間隔を広く取ってブドウを植えることが奨励された。広く採用されている栽培手法のひとつに、ブドウの樹の間隔を全方向に対して2.5メートル取るという「レアルの枠」がある。スペイン南部や中央部は世界的にみて植樹密度が低い地域であり、1エーカーあたり375-600本（1ヘクタールあたり900-1600本）の範囲に収まる。これは、ボルドーやブルゴーニュなどの地域に一般的に見られる植樹密度の1/8以下である。スペインの多くのブドウ畑では植え付けから数十年が経過しているが、古いブドウの樹は収量が少なく、例えば、ムルシア州のフミーリャ (DO)では1エーカーあたりの収量が1.1トン以下（20ヘクトリットル/ヘクタール）である
1994年と1995年の干ばつでブドウの収穫量が激減した後、1995年にはすべてのワイン生産地域で灌漑を使用することが合法化され、多くの生産地域で灌漑が急速に浸透した。蒸発量を最小限に抑えるために、トレド県ではオーストラリアの企業が地下点滴灌漑方式の普及を支援した。灌漑の普及は植樹の高密度化を進展させ、いくつかの地域での収量の向上に貢献した。
伝統的なブドウ畑が手摘みを継続している一方で、スペインのワイン産業界では機械収穫の使用増加が見られる。かつてワイナリーは正午以降に収穫されたブドウの購入を拒否していたため、ブドウの生産者は収穫を早朝に行わねばならなかった。近年では機械使用による収穫が広く普及しており、より気温が低い夜間に収穫されるようになっている。かつてのスペインでは、ブドウ栽培農家とワイン生産者の分業化が一般的だった。

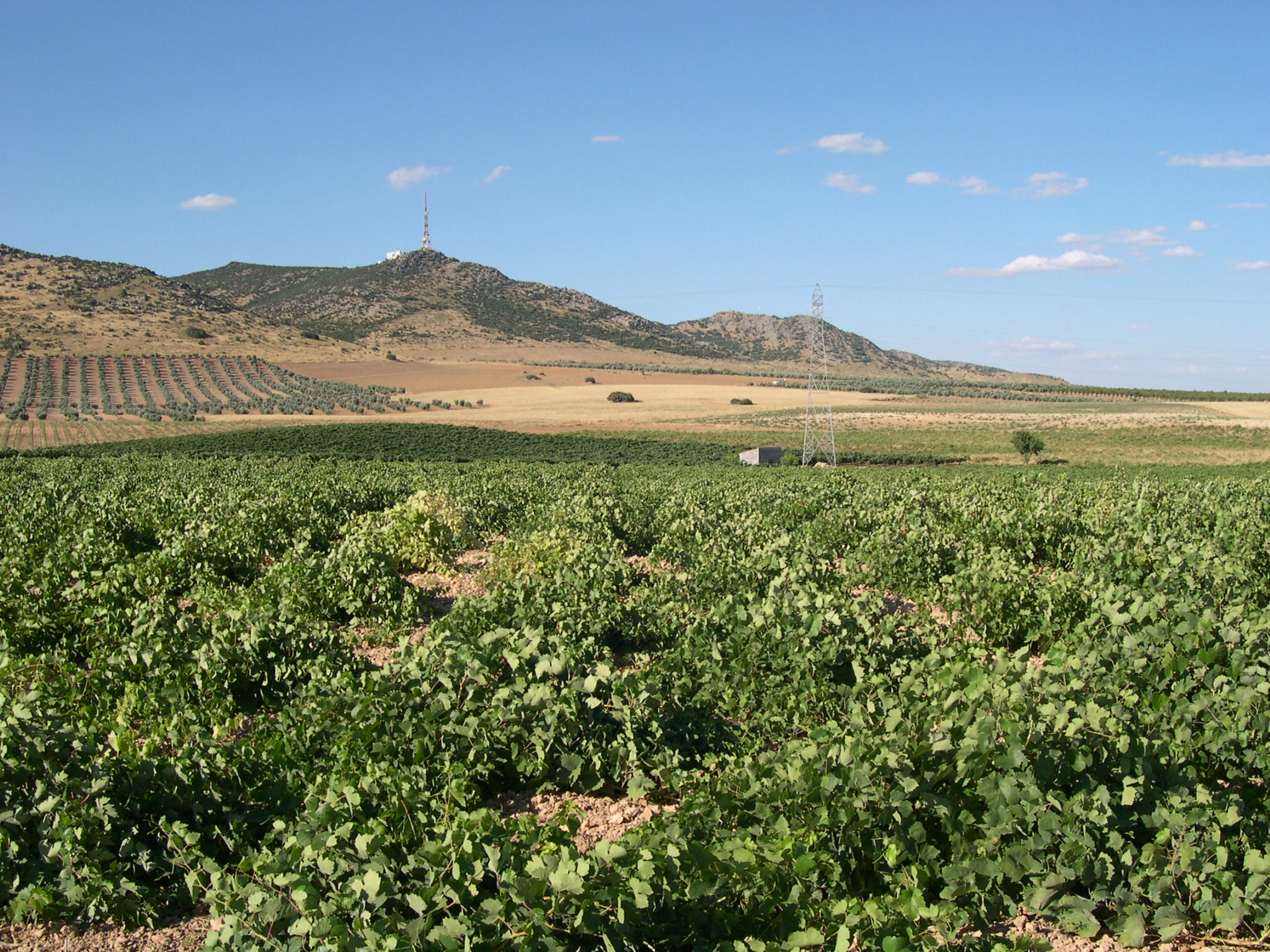
水分を効率よく集めるために地を這うように植えられているラ・マンチャ地方のブドウ畑
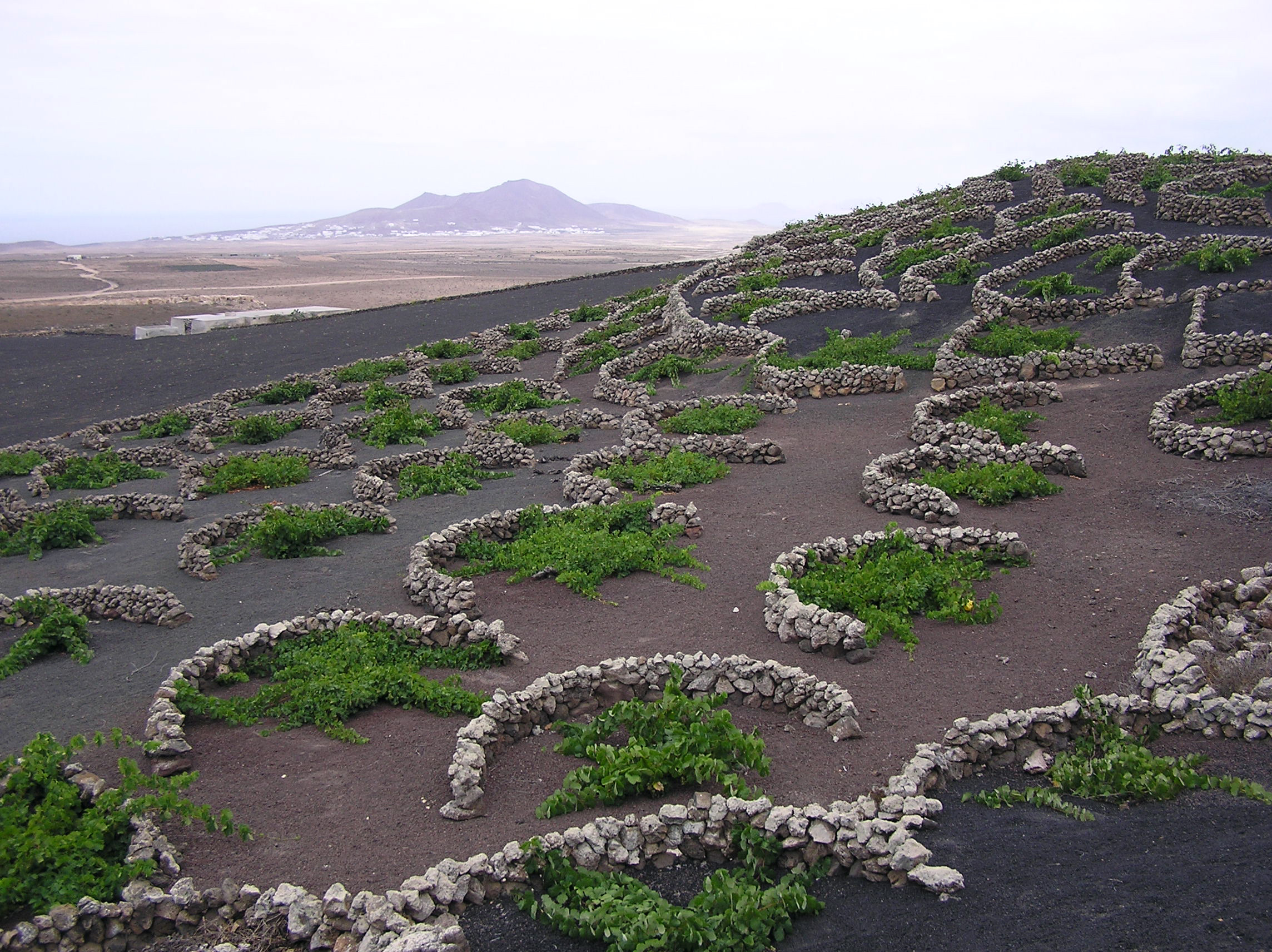
火山灰を使用して水分の蒸散量を抑えているカナリア諸島ランサローテ島のブドウ畑
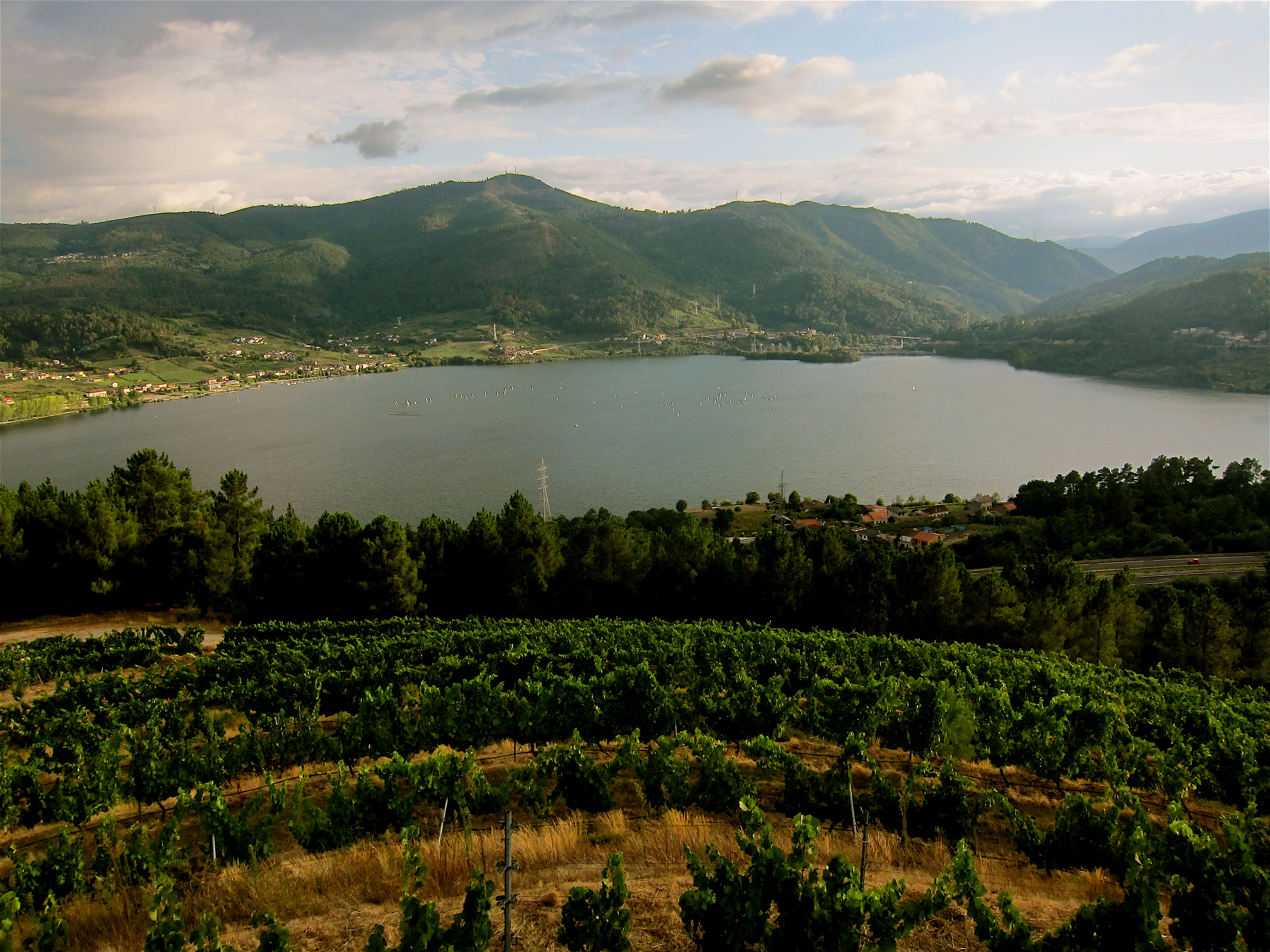
リア沿いの多湿地域で蔓棚によって生産されるガリシア地方のブドウ畑
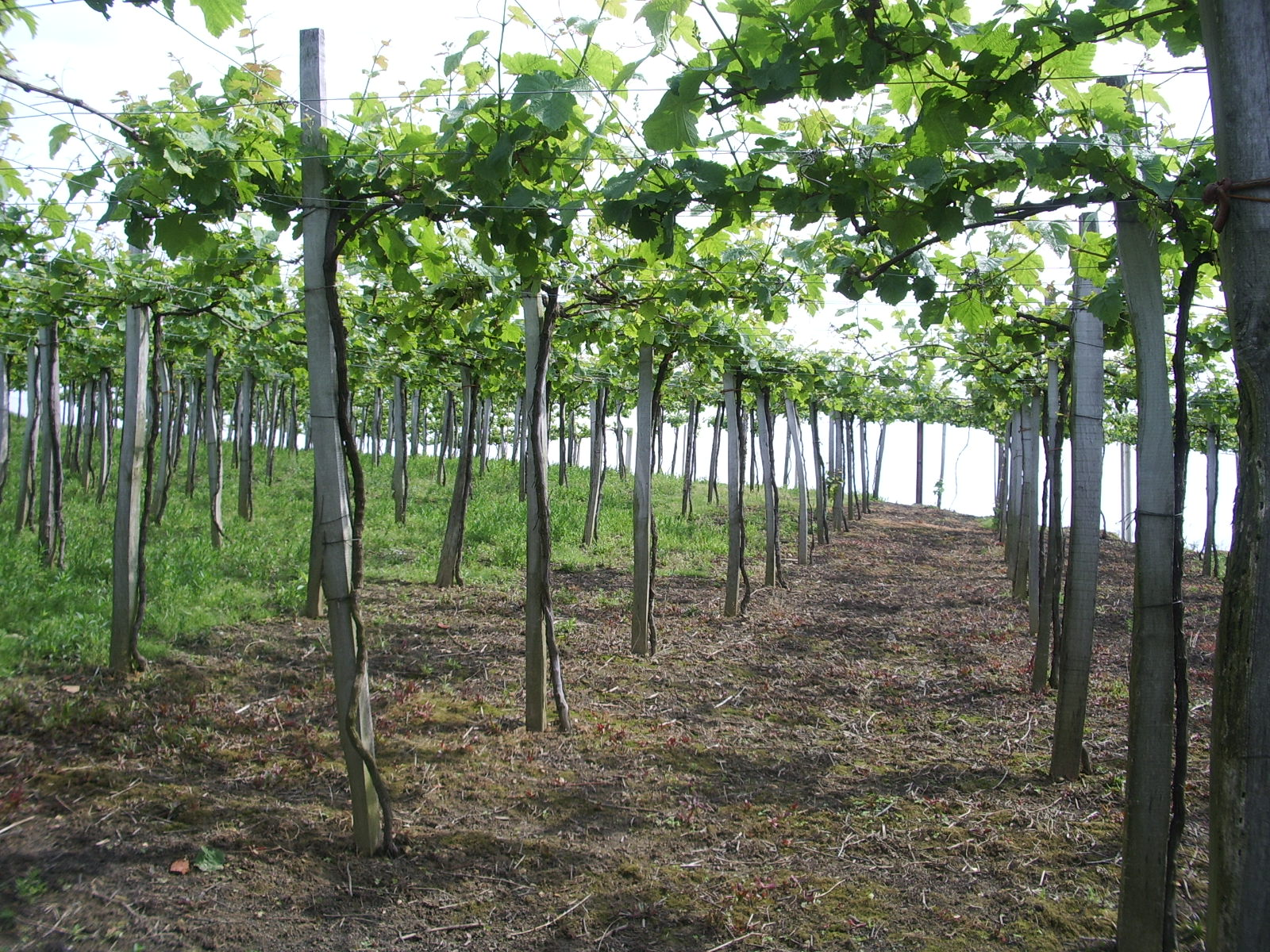
降水量の多さに対応して蔓棚が使用されているバスク地方のブドウ畑

### ワイン醸造
スペインでは白ワインでさえも樽の中で20年間を熟成に費やすことがあり、はっきりそれと識別可能な風味を生み出している。しかし、19世紀前半のイギリス人ワイン評論家は、スペインのワイン生産方法に対して否定的な見解を示した。サイラス・レディングは1833年の著書『A History and Description of Modern wines』（現代ワインの歴史と種類）で、スペイン人はブドウに対して「粗雑な扱い」をしていると書き、リチャード・フォードは1846年の著書『Gatherings from Spain』で、スペイン産ワインは「非科学的で無頓着な方法」で生産されていると書いた。これらの批判の一部は、スペインで培われていた伝統的なワイン生産方法に根ざしている。ブドウの圧搾と発酵はティナハスと呼ばれる陶器瓶の中で行われる。その後、ワインは木製の樽かブタ革製の袋に保存される。温暖な気候や低標高の地域では、赤ワインはよりアルコール度数が高く、酸味が低くなる傾向がある。この傾向を是正するために、白ワイン用のブドウを加えて酸味のバランスを取ることがあるが、これによって黒ブドウの果実味は弱められる。
温度制御装置を備えたステンレス鋼発酵タンクの出現は、アンダルシア州、カスティーリャ＝ラ・マンチャ州、レバンテ地方（スペイン地中海沿岸部）などの温暖な地域のワイン産業を急速に変革し、よりフレッシュで果実味の強いワイン、特に白ワインの生産につながった。1990年代初頭には爽やかでフレッシュなワインが注目されたが、その一方で、19世紀のような伝統的な樽による発酵方式も復活している。スペインのワイン生産ではオーク樽を使用する長い伝統があり、オーク樽の使用開始はフランス人が225リットルの樽を取り入れる前にまで遡る。
19世紀末から20世紀初頭、スペインのワイン生産者は安い上に香りの強いアメリカン・オークの樽に移行し始めた。リオハなどの地域のワイン生産者は、特にテンプラニーリョ種が新しいアメリカン・オークの樽によく共鳴することに気づいた。一方で、1980年代にはフレンチ・オークへの回帰も行われるようになり、いくつかのワイナリーはブレンド用に二種類のオーク樽を組み合わせて使用している。新世代のワイン生産者は短期間の熟成で飲むことができる「若いワイン」の生産を開始している。

### 生産者

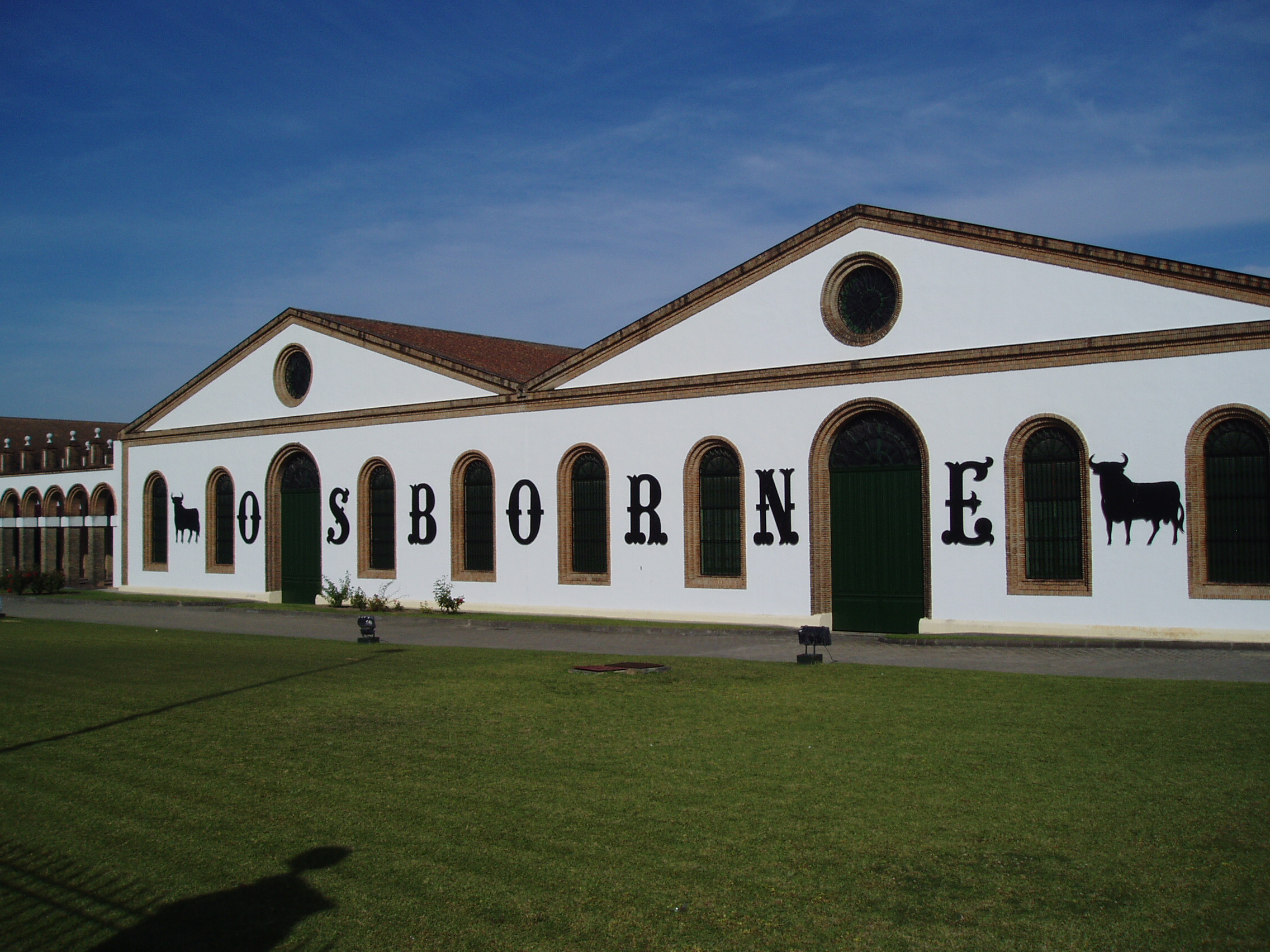
シェリーの生産で知られる1772年創業のオズボーン社

カタルーニャ地方のミゲル・トーレス社は、個人所有のワイン生産者としては世界最大の生産量を誇る。ミゲル・トーレス社はスペイン最大のDO認定ワイン生産者であり、商品を140か国以上に輸出している。ミゲル・トーレス社はカタルーニャ州のペネデスを拠点としているが、チリの中央渓谷、アメリカ合衆国・カリフォルニア州にもワイナリーを持つ。プリオラートではアルバロ・パラシオス、ルネ・バルビエのクロス・モガドール社などが知られている。
1877年にリオハに設立されたロペス・デ・エレディアは現在でも家族経営を続けており、現存する家族経営の生産者としてはリオハ最古である。650ヘクタールのブドウ畑から年間8,000キロリットルのワインを生産するファウスティーノ社は、リオハ産ワインの輸出量の4割を占める、リオハ最大規模のワイン生産者である。20世紀半ばに事業を急拡大し、リオハのほかにラ・マンチャなどにも進出している。1879年に設立されたCVNE（クネ）社もリオハ最大規模のワイン生産者であり、2004年にはフェリペ皇太子とレティシアの結婚式で「インペリアル1994」が使用された。
リベラ・デル・ドゥエロのベガ・シシリア社は、長らく「スペイン唯一の高級酒」と呼ばれた「ウニコ」を生産している。同じくリベラ・デル・ドゥエロのドミニオ・デ・ピングス社の「ピングス」はスペイン最高値で有名である。カバの大部分はフレシネ社、コドルニウ社、カステル・ブランチ社（フレシネ社傘下）の大手3社が生産しており、フレシネ社はスパークリングワイン生産者としては世界最大である。フレシネ社を中心とするグループはカバの約7割、コドルニウ社はカバの約2割を生産しており、いずれも世界各地にワイナリーを持っている。
ゴンサレス・ビアス社は最大規模のシェリー生産者であり、「ティオ・ペペ」はフィノの代名詞といえる銘柄である。1772年創業のオズボーン社は現存する世界最古のワイン生産者のひとつであり、オズボーンの雄牛の看板でも知られる。

## 制度

### 法制度の歴史
かつてスペインのブドウ農家は自家で生産したワインを貿易業者に安く買いたたかれていた。ブドウ農家の独立の機運が高まると、1902年にはリオハ産ワインの原産地を定める王令が制定され、1926年にはリオハに原産地呼称統制委員会が設立された。1932年にはワイン法が制定され、デノミナシオン・デ・オリヘン(DO)と呼ばれる原産地呼称制度が導入された。ヘレスやマラガなどにも原産地呼称統制委員会が設立され、各地域の統制委員会はスペイン産ワインの品質向上に寄与した。1930年代後半のスペイン内戦終結後には、リオハの原産地呼称統制委員会が法的地位を得た。
フランコ体制下の1970年にはワイン法が改定され、「ブドウ畑、ワインおよびアルコール飲料に関する法令」が制定された。フランスの国立原産地・品質管理機関(INAO)に相当するスペイン国立原産地呼称協会（INDO, 現品質呼称局）が新設され、全地域の原産地呼称統制委員会を監督するようになり、DO認定ワインの品質管理制度が強化された。国立原産地呼称協会は、各地域におけるブドウの栽培面積、地域の境界限定、栽培品種、植樹密度、収穫量、灌漑規制などや、ワインの収量、醸造法、アルコール度数、総亜硫酸量、揮発酸度、官能試飲検査などを定めた。また、既存のDO認定地域の管理を強化する一方で、国立原産地呼称協会は新たなDOの開拓にも積極的に取り組んでいる。
1988年にはそれまでの原産地呼称の上位区分として特選原産地呼称(DOCまたはDOCa)が導入され、1991年にスペイン初のDOCaとしてリオハ (DOCa)が、2009年に2番目のDOCとしてプリオラート (DOQ)が認められた。2003年にはワイン法が大幅に改定され、生産地域が畑単位で厳密に定められた畑限定原産地呼称(VP)が導入された。畑限定原産地呼称はカスティーリャ＝ラ・マンチャ州の生産者による要望がきっかけで誕生し、当初は4件すべてが同州に存在したが、2009年から2010年にかけて5件増加し、特にナバーラ州から3件が指定された。

### 格付け
スペイン産ワインの原産地呼称制度はデノミナシオン・デ・オリヘン(DO)と呼ばれ、フランスにおける同質の制度であるアペラシオン・ドリジーヌ・コントロレ(AOC)を模して1932年に制定された。ほぼすべての原産地呼称制度認定地域は特定の地域が対象となっているが、カバ、フミーリャ、リオハ (DOCa)は例外であり、生産地域が複数の自治州にまたがっている。すべてのスペイン産ワインは、クオリティワイン（保護原産地呼称, DOP）と、広義のテーブルワイン（保護地理的表示, IGP）に区分される。2007年の統計ではクオリティワインの生産量は1389万ヘクトリットル、広義のテーブルワインの生産量は2286万ヘクトリットルである。
欧州委員会規則(CE)2002年753号にしたがい、スペイン産ワインの原産地呼称制度は保護原産地呼称 (DOP)と保護地理的表示 (IGP) の2カテゴリーに分けられ、さらに生産時に適用される基準の厳格さに応じていくつかのサブカテゴリーに分けられる。特選畑限定原産地呼称(VPCa)、畑限定原産地呼称(VP)、特選原産地呼称(DOCa)、原産地呼称(DO)はEU法による限定地域上質ワイン（クオリティワイン, VQPRD）に属し、スペイン国立原産地呼称協会(INDO)が管轄する各地域の統制委員会が品質を監督している。
| 畑限定原産地呼称の区分 | 畑限定原産地呼称の区分     | 畑限定原産地呼称の区分 |
| 区分                   | 名称                       | 備考 |
| ---------------------- | -------------------------- | --- |
| 畑限定原産地呼称       | 特選畑限定原産地呼称(VPCa) | ビノ・デ・パゴ・カリフィカード。特選原産地呼称(DOCa)地域に含まれる畑限定原産地呼称(VP)認定ワインである。 |
| 畑限定原産地呼称       | 畑限定原産地呼称(VP)       | ビノ・デ・パゴ。厳格な地理的基準を持ち、とても高い水準を要求されるワインである。際立ったテロワールを持つ畑から生産される高品質のワインである。認定を行うのはスペイン国立原産地呼称協会ではなく、各自治州政府と自治体である。現在は約14の畑が畑限定原産地呼称の認定を受けている。 |

| 原産地呼称の区分     | 原産地呼称の区分               | 原産地呼称の区分 |
| 区分                 | 名称                           | 備考 |
| -------------------- | ------------------------------ | --- |
| 保護原産地呼称(DOP)  | 特選原産地呼称(DOCa)           | デノミナシオン・デ・オリオヘン・カリフィカーダ。DOCまたはDOCaと略される。原産地呼称の中でも特に優れた地域に認定される区分である。2009年時点で特選原産地呼称に認定されている地域は、1991年に認定されたリオハ (DOCa)と2009年に認定されたプリオラート (DOQ)の2地域のみである。カタルーニャ州では各区分の名称にカタルーニャ語が用いられており、プリオラートはDOCaではなくDOQとも呼ばれる。 |
| 保護原産地呼称(DOP)  | 原産地呼称(DO)                 | デノミナシオン・デ・オリヘン。高級スペイン産ワインの主流区分である。2009年時点では約66の地域が原産地呼称の認定を受けている。DOに認定されてから10年以上が経過すると、特選原産地呼称(DOCa)への昇格を申請することができる。 |
| 保護原産地呼称(DOP)  | 地域名称付き(VCIG)             | ビノ・デ・カリダ・コン・インディカシオン・ヘオグラフィカ。保護原産地呼称の土台にある区分である。VCIGに認定されてから5年以上が経過すると、原産地呼称(DO)に昇格する可能性がある。2009年時点では2地域が地域名称付きの認定を受けている。 |
| 保護地理的表示 (IGP) | ビノ・デ・ラ・ティエラ(VdlT)   | 地方ワインまたはカントリーワインの意味であり、フランスのヴァン・ド・ペイやイタリアのIGTに相当する。地域名称を使用することができるが、EU法のQWPSR基準は満たしていない。現在は約46のビノ・デ・ラ・ティエラ認定地域が存在する。 |
| 保護地理的表示 (IGP) | ビニェードス・デ・エスパーニャ | 2006年、ビノ・デ・ラ・ティエラに加えてビニェードス・デ・エスパーニャという区分が設けられた。ビニェードス・デ・エスパーニャは異なる11地域のワインをブレンドすることが許されている。この区分はEU法による承認を受けておらず、ラ・リオハ州政府とカスティーリャ・イ・レオン州政府が法的に問題としている。                                                                                   |
| 保護地理的表示 (IGP) | ビノ・デ・メサ                 | いわゆるテーブルワインである。原産地呼称指定地域以外で生産されたワインや、様々な地域で生産されたワインをブレンドして作られるワインである。それゆえに、「スペイン産」という表記以外には、ラベルにヴィンテージや生産地域が表示されない。最下位に相当するこの区分のスペイン産ワインの生産量は年々減少している。                                                                           |

### 熟成期間
スペイン国立原産地呼称協会(INDO)はスペイン産ワインの熟成期間について以下のような分類を行っている。原産地呼称(DO)と特選原産地呼称(DOCa)認定地域、地理的表示付きワイン（VCIG、VdlT、ビニェードス・デ・エスパーニャ）で名称が異なる。DOやDOCa認定地域では、近年はしっかりと熟成させたグラン・レセルバよりも、よりフレッシュで果実味あふれるレセルバやクリアンサを重視する生産者が増えているとされる。
| 熟成期間による区分                   | 熟成期間による区分 | 熟成期間による区分 |
| 区分                                 | 名称               | 備考 |
| ------------------------------------ | ------------------ | --- |
| 原産地呼称(DO)/ 特選原産地呼称(DOCa) | グラン・レセルバ   | 赤ワインは優良年のみ生産できる。オーク樽と瓶で最低60か月熟成、うち330リットル以下のオーク樽で最低18か月熟成。白ワインとロゼワインは最低48か月熟成、うち330リットル以下のオーク樽で最低6か月熟成。                              |
| 原産地呼称(DO)/ 特選原産地呼称(DOCa) | レセルバ           | 赤ワインはオーク樽と瓶で最低36か月熟成、うち330リットル以下のオーク樽で最低12か月熟成。白ワインとロゼワインは最低24か月熟成、うち330リットル以下のオーク樽で最低6か月熟成。                                                    |
| 原産地呼称(DO)/ 特選原産地呼称(DOCa) | クリアンサ         | 赤ワインはオーク樽と瓶で最低24か月熟成、うち330リットル以下のオーク樽で最低6か月熟成。白ワインとロゼワインは最低12か月熟成、うち330リットル以下のオーク樽で最低6か月熟成。リオハのみは基準が異なり、樽で最低12カ月熟成が必要。 |
| 原産地呼称(DO)/ 特選原産地呼称(DOCa) | ビノ・ホーベン     | シン・クリアンサともいう。醸造後すぐに瓶詰めされるか、樽内での熟成期間がクリアンサの基準に達しないワイン。 |
| 地理的表示付きワイン                 | ビエホ             | 600リットル以下のオーク樽または瓶で36か月以上熟成。自然の作用により酸化熟成が顕著に認められるもの。 |
| 地理的表示付きワイン                 | アニェホ           | 600リットル以下のオーク樽または瓶で24か月以上熟成。マラガのみは36-60か月熟成。 |
| 地理的表示付きワイン                 | ノーブレ           | 600リットル以下のオーク樽または瓶で18か月以上熟成。マラガのみは24-36か月熟成。 |

## 産地

### リオハ地方

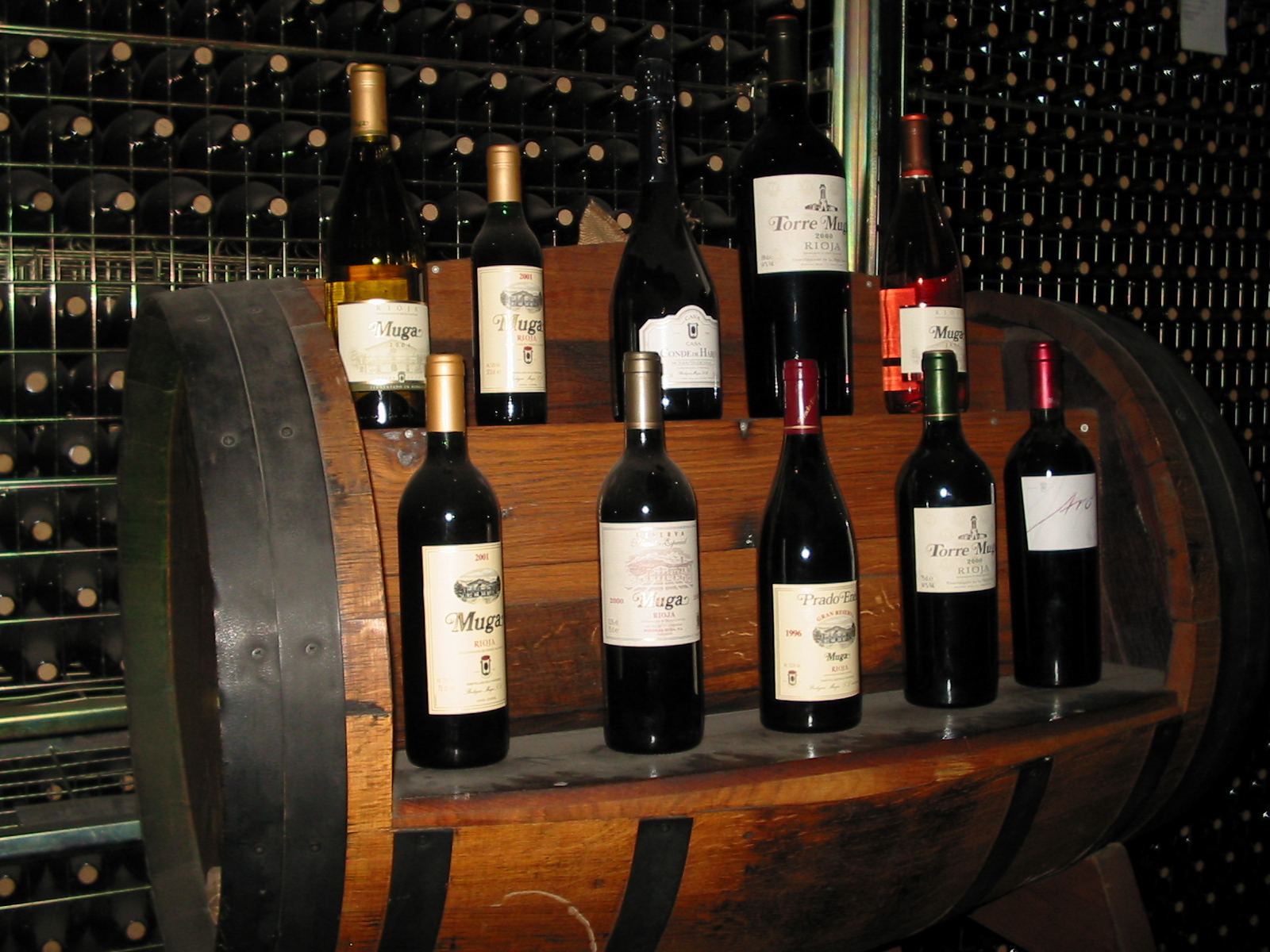
最高格付けのDOCaに認定されているリオハの赤ワイン

エブロ川流域のリオハ地方では古くからワイン生産が行われており、中世には白ワインが多く生産されていたとされる。1870年代に害虫フィロキセラ（ブドウネアブラムシ）がボルドーのブドウ畑に蔓延した際に、ボルドーの醸造家がリオハ地方に渡って醸造技術を伝えた。現在のリオハ (DOCa)は「第二のボルドー」と呼ばれている。
1980年代以後にはスペイン各地に次々と新たな銘醸地が生まれ、リオハの地盤は相対的に下落したとされるが、現在でもスペイン産ワインの最高級産地とされている。1991年にはスペインで初めて特選原産地呼称(DOCa)に認定され、2009年にDOCaに認定されたプリオラートとともにスペインで2地域だけのDOCa産地である。西岸海洋性気候と地中海性気候が交じり合い、降水量の多い穏やかな気候が特徴である。
リオハでは全体の75%が赤ワインであり、その他には白ワインやロゼワインが生産されている。赤ワイン用品種はテンプラニーリョ種が80%近くを占め、伝統的に樽の中で長期熟成させる醸造方法で高い評価を受けている。近年では熟成期間を短期間とし、果実味やフレッシュさを活かしたワインが頭角を現している。2013年には文化的景観がスペイン国立歴史遺産局によって世界遺産（ユネスコ）の推薦候補として承認され、「リオハ・ワインとブドウ畑の文化的景観」として国内暫定リストに記載された。正式推薦を経て第39回世界遺産委員会で審議予定だが、諮問機関の国際記念物遺跡会議からは「登録延期」を勧告された。

### カタルーニャ地方

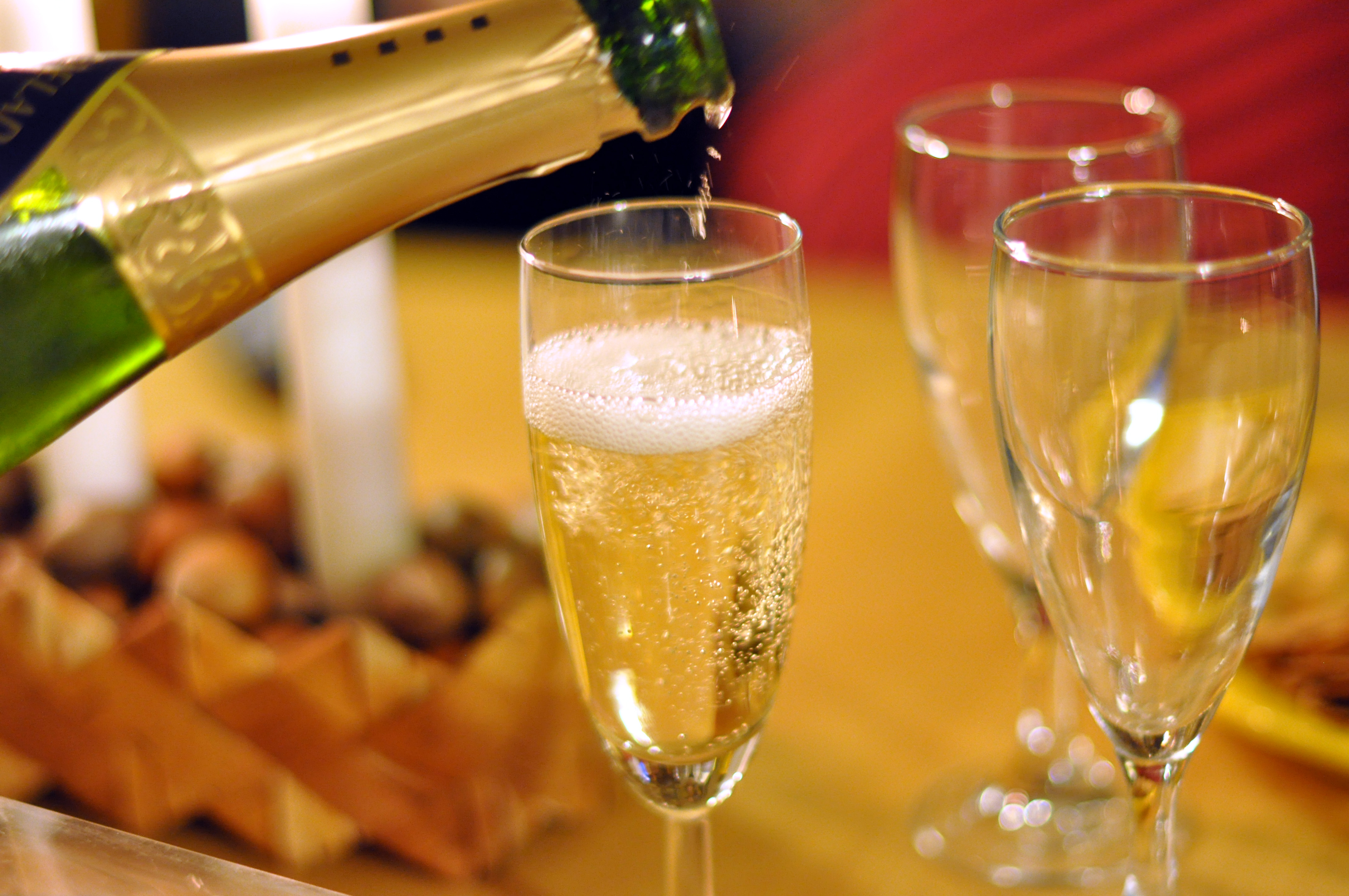
スパークリングワインのカバ

地中海に面するカタルーニャ地方は古くからのワインの銘醸地として知られており、特選原産地呼称(DOCa)認定地域が1、原産地呼称(DO)認定地域が10存在する。ブドウに適した土壌と気候に恵まれ、スパークリングワイン、赤ワイン、白ワイン、ロゼワインなど、様々なタイプのワインが生産されている。
タラゴナ県内陸部のプリオラート (DOQ)はリオハとともに、スペイン全土で2地域だけのDOCa認定地域である。1979年以降に「4人組」と呼ばれるワイン生産者が赤ワインの品質と知名度を向上させ。、1990年代後半にはスペインでもっとも高額なワインを生産するようになり、2009年にはリオハに次いでスペインで2番目にDOCaに認定された。粘土質が特徴の急斜面の畑で収量を低く抑え、伝統的品種に外来品種をブレンドした赤ワインで人気を集めている。
スパークリングワインのカバはスペイン全土の159自治体で生産されるが、そのうちの95%がカタルーニャ州内で、カタルーニャ州内でも特にバルセロナ県とタラゴナ県にまたがるペネデス (DO)地域で生産されている。19世紀末のフィロキセラ流行時には、カタルーニャ地方でも黒ブドウ品種が植えられていたブドウ畑が壊滅した。コドルニウ社などの醸造業者はシャンパーニュ地方のシャンパンの成功にヒントを得て、ブドウ生産者にスパークリングワイン用の白ブドウ品種の作付を奨励した。ペネデスではカバの他に非発泡性の白ワインや赤ワインも生産しており、スペイン最大手のワイナリーであるミゲル・トーレス社を産んだ。

### バスク地方・ナバーラ地方
バスク地方は大西洋のビスケー湾に面し、スペインでも降水量の多い地域のひとつである。バスク地方のチャコリは微発泡性の白ワインであり、アルコール度数が低く酸味が強い。1970年代以降にバスク料理が脚光を浴びたことで、チャコリもまた知名度を向上させた。過去20-30年でチャコリの生産量は著しく増えており、特にビスカヤ県では2012年までの15年間でブドウ栽培面積が6倍に増えている。白ワインはオンダラビ・スリ種が、赤ワインはオンダラビ・ベルツァ種が多く、いずれもバスク地方の固有種である。
ナバーラ地方はリオハに隣接しており、大陸性気候ではあるが適度な降水量と湿度を持つ。ナバーラ (DO)では1973年以降にはカベルネ・ソーヴィニヨン種などの外来品種が承認され、国内自給的だったワイン業界に自由化の動きを起こした。それ以後はテンプラニーリョ種などの在来品種と外来品種を組み合わせたワインを生産するようになり、1980年代から1990年代にかけてイギリスのワイン雑誌に絶賛された。しかし、外来品種を用いたことでオーストラリアワインやチリワインなどとの競争にさらされ、またスペイン国内では常にリオハの廉価版とのイメージが付きまとっている。かつてはロゼワインの産地として有名だったが、現在は総生産量に占める赤ワインの割合が70%、ロゼワインの割合が25%である。

### ガリシア地方・アストゥリアス地方・カンタブリア地方
スペイン北西部のガリシア地方南部はポルトガルと国境を接しており、国境を挟んで南側のミーニョ地方はポルトガル有数の白ワイン・ロゼワインの生産地域である。降水量と海風が特徴であり、酸味の強い白ワインを多く生産している。
大西洋沿岸部のリアス・バイシャス (DO)は大衆向けワインを生産する期間が長かったが、1980年代半ば以降にアルバリーニョ種を用いた白ワインが国内外で評価を高め、スペイン有数の白ワイン生産地域となった。リアス・バイシャスの栽培面積の9割はアルバリーニョ種であり、果実味と心地よい酸味が称賛されている。
リアス・バイシャスのほかには、大西洋からミーニョ川を100kmほど遡った地域にあるリベイロ (DO)なども名醸地として知られている。シトー修道会によってブドウが栽培されたリベイロは、ヘレスより早く国際的に名を知られたワイン産地であり、1588年にスペインがアルマダの海戦に敗れるまでは、その多くがイギリスに輸出されていた。フィロキセラの蔓延後に植えられた土着品種で評価を落とし、1980年代以降にはリアス・バイシャスに主役の座を奪われた。
ガリシア地方北部・アストゥリアス地方・カンタブリア地方・バスク地方を含むイベリア半島北岸部、エスパーニャ・ベルデ（緑のスペイン）と呼ばれる地域は、降水量が多いうえに日照時間が短く、ブドウの栽培にあまり適していないとされている。それでも、この地域はキリスト教徒によるレコンキスタがもっともはやく完了した地域であり、歴史的には多くの土地がブドウ栽培に充てられた。1889年にはスペイン北西部の11県に計14万5000ヘクタールのブドウ畑があり、スペイン南部よりもはるかに多くのワインを生産していたが、19世紀末のフィロキセラ蔓延後にはほとんどのブドウ畑が再興されなかった。カンタブリア地方では1857年に2,225ヘクタールあったブドウ畑が1922年には61ヘクタールにまで減少していたが、2000年代になって緩やかに回復し、2009年には130ヘクタールとなっている。カンタブリア地方とアストゥリアス地方にあるDO産地は合わせて1つだけであり、アストゥリアス地方ではワインよりもシードラ（リンゴ酒）が優勢である。

### カスティーリャ・イ・レオン地方
カスティーリャ・イ・レオン地方のドゥエロ川（ポルトガル語ではドウロ川）流域はワインの名醸地として知られ、下流部のポルトガルにはポート・ワインで有名なポルトがある。ドゥエロ川上流部にはリベラ・デル・ドゥエロ (DO)があり、ブドウ畑は標高約700-850mに広がっている。1981年にセント・ポール大聖堂で行われたチャールズ皇太子（のちのチャールズ3世）とダイアナの結婚祝賀パーティで使用されたベガ・シシリア社のワインは「スペインのロマネ・コンティ」と呼ばれている。リベラ・デル・ドゥエロではテンプラリーニョ種を100%使用した赤ワインが趨勢を誇り、ベガ・シシリア社やドミニオ・デ・ピングス社などの著名なワイナリーがある。リベラ・デル・ドゥエロのほかには、白ワインで知られるルエダ (DO)がある。ルエダは石灰質土壌であり、ベルデホ種、ビウラ種、パロミノ種などが栽培されている。

### カスティーリャ＝ラ・マンチャ地方
スペイン中央部のメセタにあるカスティーリャ＝ラ・マンチャ地方は極度に乾燥した地域であり、2003年までは灌漑が禁止されていた。ラ・マンチャ (DO)のDO認定面積はスペイン最大の186,942ヘクタール（2006-07年）であり、オーストラリアのブドウ栽培面積すべてを合わせてもラ・マンチャには及ばない。広大なブドウ畑で安価な白ワインを生産する地域として知られていたが、近年にはバルデペーニャス (DO)を中心として、良質な国外品種への植え替えや畑の改良などが行われている。かつてはアイレン種を中心とする白ワインが生産量の9割を占めていたが、1990年代後半以降に急速に黒ブドウ品種への転換が進み、2005年までには総生産量の2/3が赤ワインとなった。安価なワインの生産地として知られていた一方で、グリニョン侯爵を中心として畑単位での高品質化の取り組みも行われており、スペイン初の畑限定原産地呼称(VP)認定畑はラ・マンチャ地方から認定された。

### アンダルシア地方

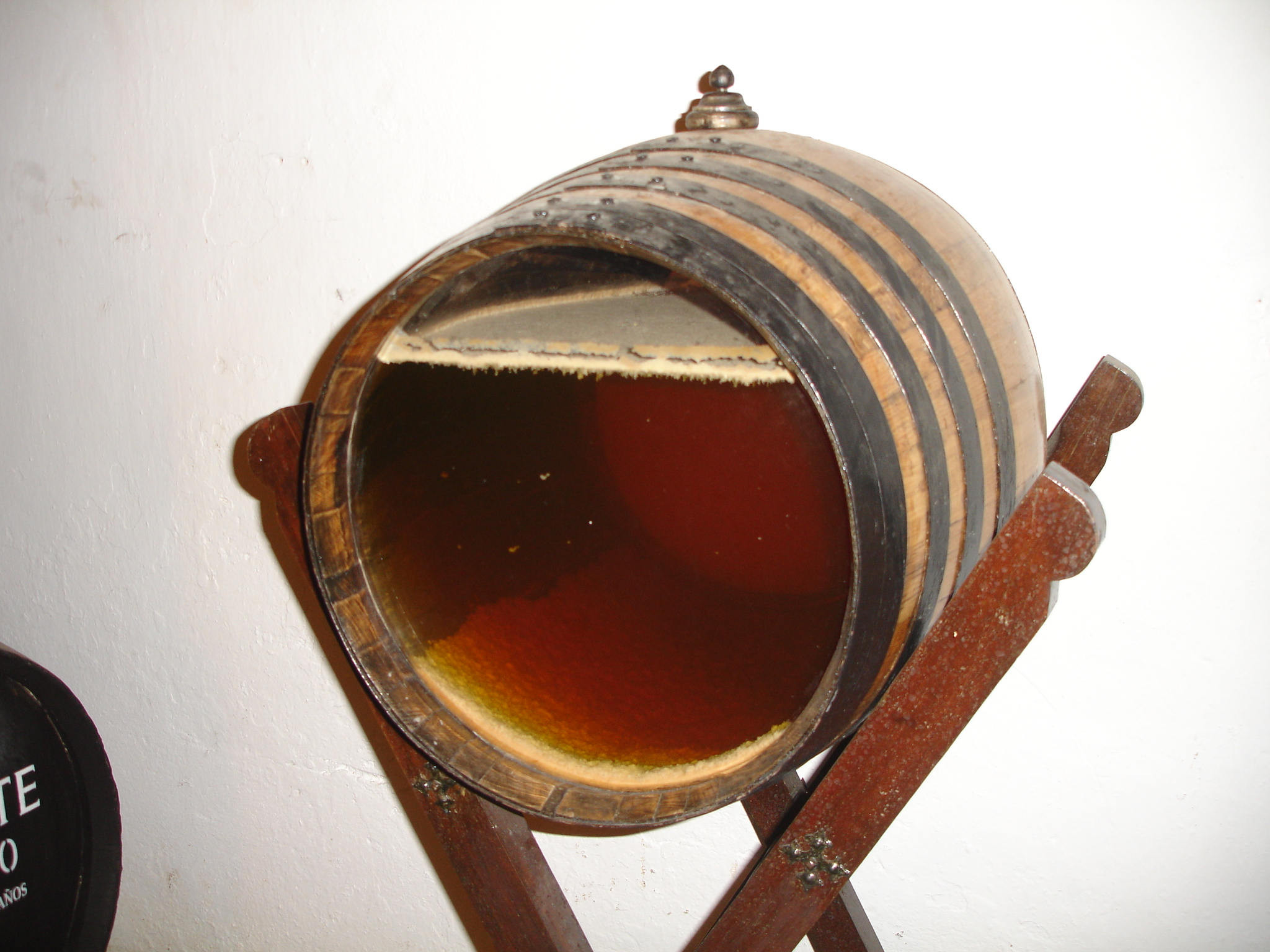
酒精強化ワインであるシェリーの樽

アンダルシア地方はスペイン南部にあり、主に地中海性気候に区分される。降水量が少なく、夏季の酷暑が特徴である。エストレマドゥーラ地方やカタルーニャ地方とともにコルクの生産地でもある。アンダルシア地方東南部の地中海沿いにあるマラガ産のワインは中世から国外に知られており、特にイギリスに向けて大量のワインが輸出されていた。モスカテル種とペドロ・ヒメネス種を栽培しており、ブドウを日干しして糖度を高めてから醸造する甘口ワインで知られている。
アンダルシア地方西南部のヘレス・デ・ラ・フロンテーラ周辺では、パロミノ種を中心とする白ブドウから酒精強化ワインのシェリーを生産している。14世紀の百年戦争勃発後にイングランド人がヘレス産ワインに注目するようになり、特に16世紀後半から17世紀前半、エリザベス朝からジェームズ1世の治世にもっとも人気があった。ウィリアム・シェイクスピア、エドガー・アラン・ポー、ウィリアム・サマセット・モームなど、ヘレス産ワインはイギリス文学を中心として多くの文学作品や映画に登場しており、特にシェイクスピア作品にもっとも多く登場する酒はヘレス産ワインである。シェリー用ブドウの栽培面積の約95%がパロミノ種であり、モスカテル種とペドロ・ヒメネス種が補助的な役割を果たしている。樽での熟成中にはフロールと呼ばれる酵母殻が自然に発生し、シェリーに特有の香りをもたらしている。

### カナリア諸島・バレアレス諸島
アフリカ大陸沖合の大西洋上にあるカナリア諸島は、かつてスペイン有数の甘口ワインの産地として知られていた。カナリア諸島は地理的に孤立しており、19世紀末にヨーロッパ各地を襲ったフィロキセラの災禍を受けなかった地域のひとつである。現在では原産地呼称の認定に熱心であり、主要7島のうちフエルテベントゥーラ島以外の6島にDO認定地域が存在する。在来種のブドウ畑が約6,500ヘクタール存在し、辛口の白ワインが注目を集めている。
地中海に浮かぶバレアレス諸島では、マリョルカ島東部のプラ・イ・リェバン、中央部のビニサレムの2地域がDOに認定されている。1990年代以降に在来種も輸入品種も持ち直しており、マント・ネグロ種やカレット種などから赤ワインが生産されている。

### 生産地域一覧

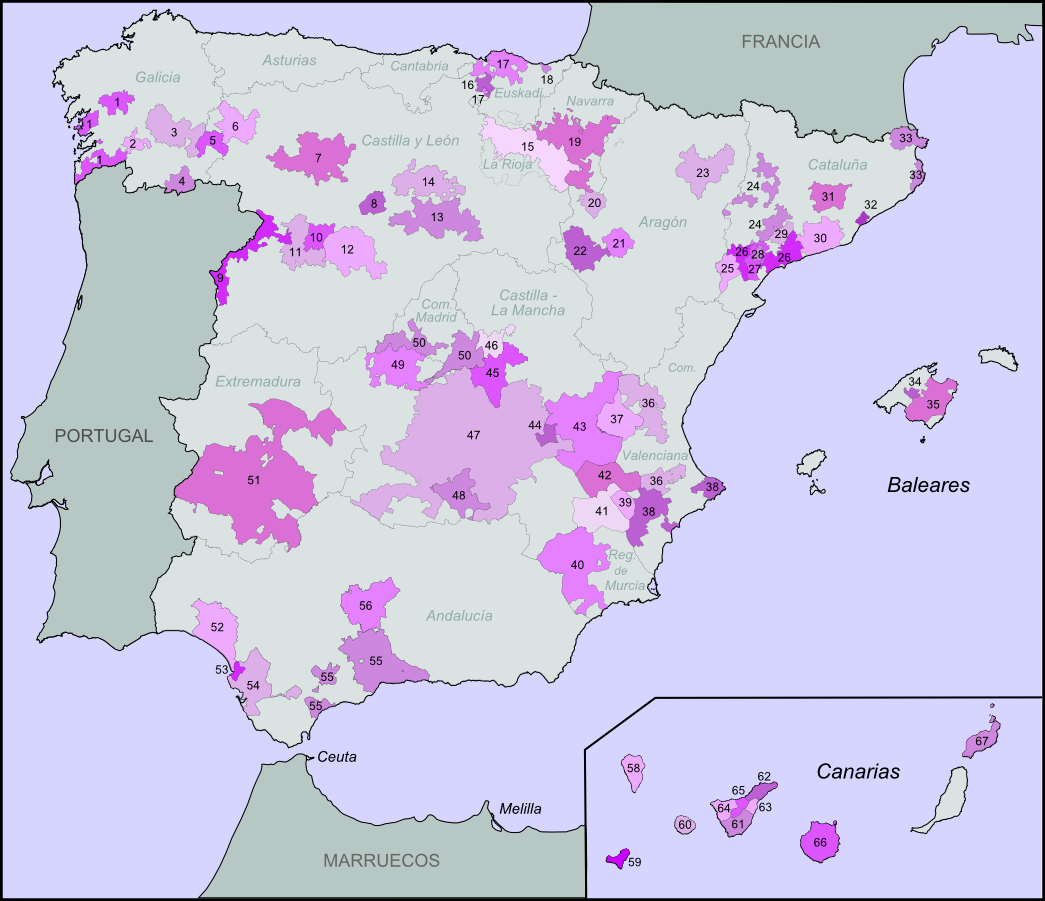
DOまたはDOCaに認定されている地域

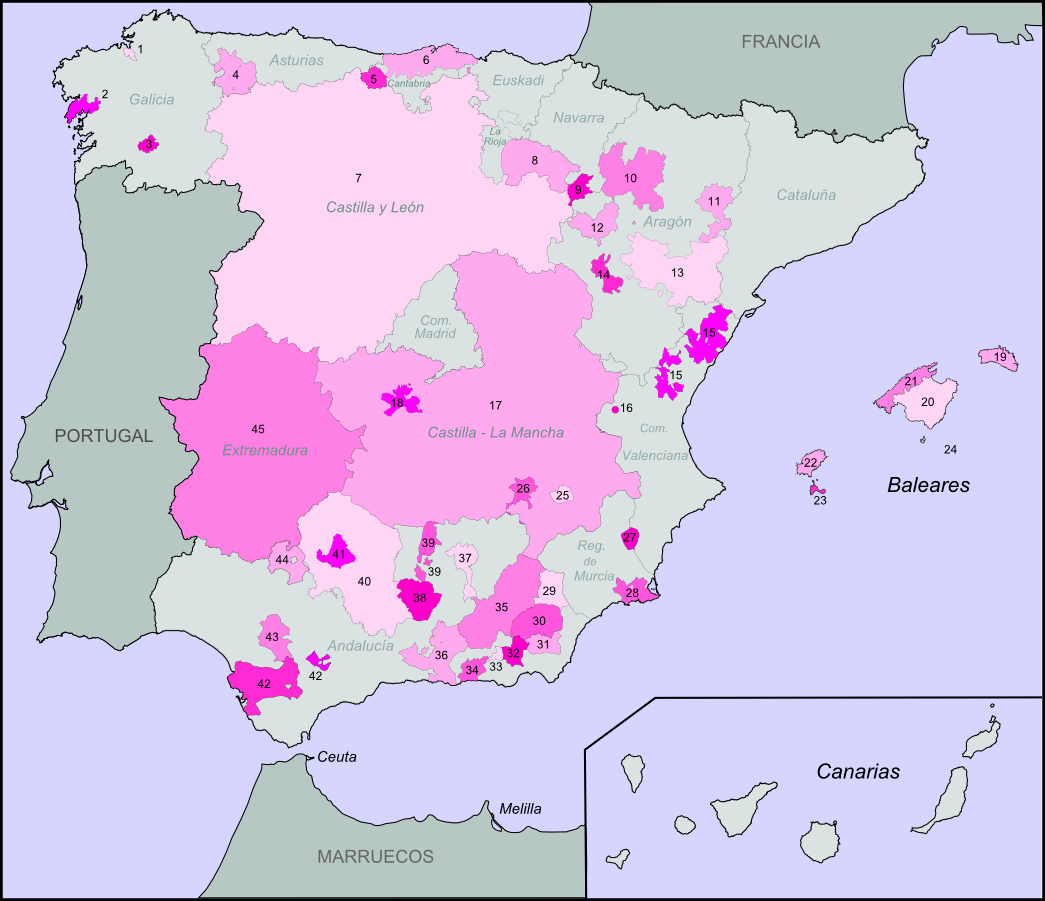
VdlTに認定されている地域

| スペインの原産地呼称(DO/DOCa)認定ワイン一覧 | スペインの原産地呼称(DO/DOCa)認定ワイン一覧 | スペインの原産地呼称(DO/DOCa)認定ワイン一覧 |
| 自治州                                      | 畑限定原産地呼称 (VP/VPCa) | 原産地呼称 (DO/DOCa) |
| ------------------------------------------- | --- | --- |
| アンダルシア州                              | なし | コンダード・デ・ウェルバ (DO) グラナダ (DO) ヘレス＝ケレス＝シェリー (DO) レブリハ (DO) マラガ (DO) マンサニーリャ・サンルカル・デ・バラメーダ (DO) モンティーリャ＝モリレス (DO) シエラス・デ・マラガ (DO)                                               |
| アラゴン州                                  | パゴ・アイレス (VP) | カラタユド (DO) カンポ・デ・ボルハ (DO) カリニェナ (DO) ソモンターノ (DO) カバ (DO)（複数地域） |
| アストゥリアス州                            | なし | カンガス (DO) |
| カンタブリア州                              | なし | なし |
| カスティーリャ・イ・レオン州                | なし | アルランサ (DO) アリベス (DO) ビエルソ (DO) シガレス (DO) リベラ・デル・ドゥエロ (DO) ルエダ (DO) シエラ・デ・サラマンカ (DO) ティエラ・デ・レオン (DO) ティエラ・デ・ビノ・デ・サモラ (DO) トロ (DO) バリェス・デ・ベナベンテ (DO) バルティエンダス (DO) |
| カスティーリャ＝ラ・マンチャ州              | カンポ・デ・ラ・グアルディア (VP) カーサ・デル・ブランコ (VP) デエサ・デル・カリサル (VP) ドミニオ・デ・バルデプーサ (VP) フィンカ・エレス (VP) パゴ・ギホソ (VP) パゴ・カルサディーリャ (VP) パゴ・フロレンティーノ (VP) | アルマンサ (DO) フミーリャ (DO)（複数地域） ラ・マンチャ (DO) マンチュエラ (DO) メントリダ (DO) モンデハル (DO) リベラ・デル・フーカル (DO) ウクレス (DO) バルデペーニャス (DO)                                                                           |
| カタルーニャ州                              | なし | アレーリャ (DO) カタルーニャ (DO) コンカ・ダ・バルベラ (DO) コステルス・デル・セグレ (DO) エンポルダ (DO) モンサン (DO) ペネデス (DO) プラ・ダ・バジャス (DO) プリオラート (DOQ) (DOCa) タラゴナ (DO) テラ・アルタ (DO) カバ (DO) （複数地域）            |
| マドリード州                                | なし | ビノス・デ・マドリード (DO) |
| バレンシア州                                | エル・テレラーソ (VP) ロス・バラゲセス (VP) | アリカンテ (DO) ウティエル＝レケーナ (DO) バレンシア (DO) カバ (DO) （複数地域） |
| エストレマドゥーラ州                        | なし | リベラ・デル・グアディアーナ (DO) カバ (DO) （複数地域） |
| ガリシア州                                  | なし | モンテレイ (DO) リアス・バイシャス (DO) リベイラ・サクラ (DO) リベイロ (DO) バルデオラス (DO) |
| バレアレス諸島州                            | なし | ビニサレム (DO) プラ・イ・リェバン (DO) |
| カナリア諸島州                              | なし | アボナ (DO) エル・イエロ (DO) グラン・カナリア (DO) イスラス・カナリアス (DO) ラ・ゴメラ (DO) ラ・パルマ (DO) ランサローテ (DO) タコロンテ＝アセンテホ (DO) バジェ・デ・グイマール (DO) バリェ・デ・ラ・オロタバ (DO) イコデン＝ダウテ＝イソーラ (DO)     |
| ナバーラ州                                  | パゴ・デ・アリンサノ (VP) パゴ・デ・オタス (VP) プラド・デ・イラチェ (VP) | ナバーラ (DO) リオハ (DOCa) （複数地域） カバ (DO) （複数地域） |
| バスク州                                    | なし | チャコリ・デ・ビスカイア (DO) チャコリ・デ・ゲタリア (DO) チャコリ・デ・アラバ (DO) リオハ (DOCa)（複数地域） カバ (DO)（複数地域） |
| ムルシア州                                  | なし | アリカンテ (DO) ブーリャス (DO) フミーリャ (DO)（複数地域） イエクラ (DO) |
| ラ・リオハ州                                | なし | リオハ (DOCa) (DOCa) カバ (DO) （複数地域） |

## 文献

### 関連文献
- Johnson, Hugh (1989). Vintage: The Story of Wine. Simon and Schuster. ISBN 0-671-68702-6
- MacNeil, Karen (2001). The Wine Bible. Workman Publishing. ISBN 1-56305-434-5
- Robinson, Jancis (2003). Jancis Robinson's Wine Course (3 ed.). Abbeville Press. ISBN 0-7892-0883-0
- Robinson, Jancis (2006). The Oxford Companion to Wine (3 ed.). Oxford University Press. ISBN 0-19-860990-6